# Heute (Fernsehsendung)

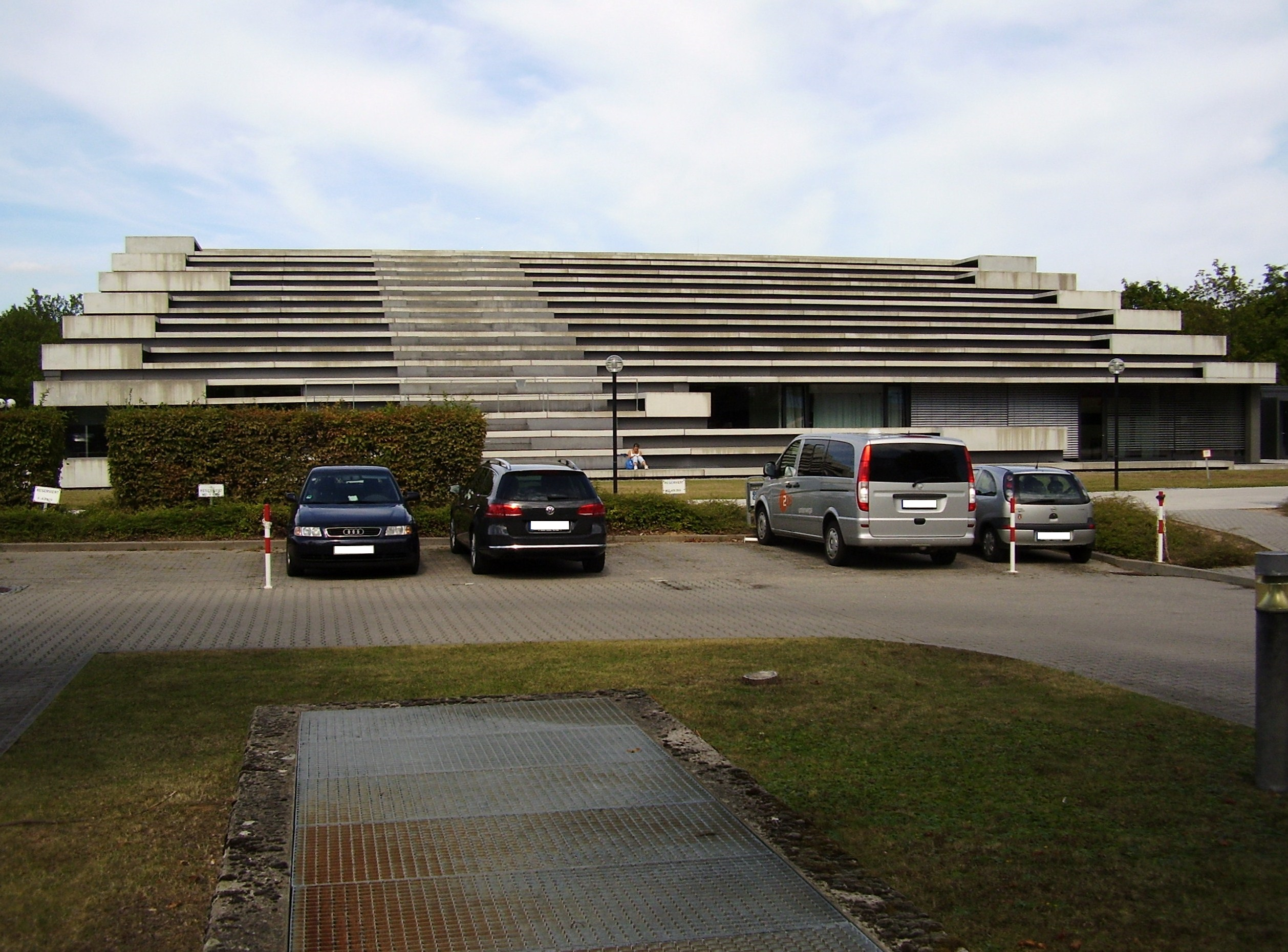
Das ZDF-Nachrichtenstudio in Mainz-Lerchenberg

heute ist eine Nachrichtensendung des Zweiten Deutschen Fernsehens (ZDF) mit aktuellen Meldungen des Tages aus den Bereichen Politik, Wirtschaft, Wissenschaft, Kultur, Gesellschaft, Sport und Wetter. Die Hauptausgabe der heute-Sendung wird täglich um 19:00 Uhr ausgestrahlt.

## Geschichte

### 1960er Jahre
Die Nachrichtensendung ging am 1. April 1963, mit dem Beginn des ZDF-Sendebetriebes um 19:30 Uhr, direkt nach der Ansprache des Intendanten Karl Holzamer, um 19:35 Uhr zum ersten Mal auf Sendung. Die erste heute-Sendung moderierte der Studioredakteur Carl Weiss, sie dauerte genau 23:30 Minuten und ging nach dem Wetterbericht und der Verabschiedung des Studioredakteurs um 19:58:30 zu Ende. Den Namen heute beschloss man am 8. Februar 1963. Die Frage, „Hast du gestern heute gesehen?“ führte dabei zunächst zu großer Belustigung unter den Mitarbeitern, wurde dann aber bald nicht mehr als ungewöhnlich empfunden. Die Hauptausgabe von heute war 25 Minuten lang, mit anschließendem Wetterbericht, und lief zuerst von 19:30 Uhr bis 20:00 Uhr.
Die Redaktion „Tagesgeschehen“ des neu gegründeten ZDF, die mit heute die Nachrichtensendung produzierte und verantwortete, wollte dem Zuschauer eine neue Form der Fernsehnachrichten zeigen. Die aktuellen Meldungen des Tages sollten nicht nur in Wort und Bild vorgetragen werden, man wollte auch die Hintergründe aufzeigen. Das Prinzip des ZDF und seiner Nachrichtensendung war, dem Zuschauer nicht nur zu sagen, was geschehen ist, sondern auch Erläuterungen über das Wie und Warum anzubieten.
Die Nachrichtensendung heute sollte also eine Kombination aus Nachrichten und Berichten sein, die auch die Hintergründe der einzelnen Meldungen stärker beleuchten wollte.
Das ZDF wollte sich so von Anfang an klar und deutlich von der bereits damals fest etablierten und bis dahin auch einzigen Nachrichtensendung im westdeutschen Fernsehen, der ARD-Tagesschau, unterscheiden. Anfangs begann die Sendung allerdings mit dem aus der Tagesschau bekannten Gong und den Worten „Hier ist das Zweite Deutsche Fernsehen“.
Neben der Hauptausgabe gab es seit Beginn der heute-Sendung auch Frühnachrichten. Mit einer fünfminütigen Sendung am Vorabend begann jeweils das ZDF-Programm. Die erste längere heute-Ausgabe wurde dann werk- und feiertags um 18:30 Uhr ausgestrahlt. Nach den Hauptnachrichten folgte dann noch einmal eine Spätausgabe gegen 22:00 Uhr, die täglich gesendet wurde und die man immer weiter ausbaute.
Im ersten Jahr ihres Bestehens kam die heute-Sendung aus der ersten Sendezentrale des ZDF in Eschborn bei Frankfurt am Main. Hier wurde unter provisorischen Bedingungen in zum Teil baufälligen Baracken die Arbeit der Redaktion aufgenommen und die heute-Nachrichten auch gesendet.
Das erste Nachrichtenstudio glich eher einem Büroraum als einem Fernsehstudio: Vor langen Vorhängen an zwei einfachen Tischen, die nebeneinander standen, saß jeweils der Nachrichtensprecher und in der Hauptausgabe auch der Studioredakteur. Den Wetterbericht am Ende der Sendung erklärte ein Meteorologe anhand von zwei Tafeln, auf denen jeweils eine Deutschlandkarte sowie eine Europakarte zu sehen war, auf denen der Verlauf des Wetters sowie die Temperaturen mit Kreide eingezeichnet waren.
Mit Beginn des Jahres 1964 wurde die Hauptausgabe der heute-Sendung in einen Nachrichten- und Berichtsteil aufgegliedert. Durch die stärkere Trennung und die damit verbundene größere Übersichtlichkeit sollte der Fernsehzuschauer klarer zwischen dem Verlesen der Meldungen und den erläuternden Berichten unterscheiden können. Im Nachrichtenteil ab 19:30 Uhr wurden die Meldungen des Tages von einem Nachrichtensprecher vorgetragen und im darauffolgenden Berichtsteil, der gegen 19:45 Uhr startete und dessen Beginn sich nach dem Umfang der täglichen Nachrichtenlage richtete, wurden dann einzelne Meldungen durch den Studioredakteur genauer betrachtet. Dem Zuschauer wollte man so nach den Nachrichten des Tages im Berichtsteil mehr Hintergrundinformationen zu einzelnen Schwerpunkten bieten. Diese wurden dann durch Reportagen, Interviews und Kommentare vertieft.
Am 1. April 1964 nahm die vorläufige Sendezentrale Wiesbaden/Unter den Eichen ihre Arbeit auf, alle heute-Sendungen wurden fortan aus Wiesbaden gesendet.
Ende des Jahres führte man Kurznachrichten gegen 21:00 Uhr ein, die den Zuschauer über die wichtigsten Ereignisse des Tages, noch einmal vor der ausführlicheren Spätausgabe, in Schlagzeilen informierte.
In den ersten Jahren legte man im ZDF auch einen großen Wert auf eine ausgeglichene Balance zwischen „leichter“ und „schwerer“ Kost in der Hauptausgabe der heute-Nachrichten. Man wollte die überwiegend schwierigeren Themen aus Politik und Wirtschaft ausführlicher mit Hintergrundberichten in der Spätausgabe gegen 22:00 Uhr behandeln. Das ZDF war der Meinung, dass dem Fernsehzuschauer zur damaligen Sendezeit der Hauptausgabe nicht zu viele schwierige und komplexe Themen zuzumuten wären. Aber auch Ereignisse des kulturellen und gesellschaftlichen Lebens waren eher in der Spätausgabe zu finden. Einige Jahre später wich man von dieser Meinung wieder ab, da auch die Hauptausgabe der Tagesschau, die bereits eine halbe Stunde später um 20:00 Uhr alle wichtigen Meldungen des Tages zeigte.
Am 1. Februar 1965 bekam der Berichtsteil der Hauptausgabe der heute-Sendung einen eigenen Sendetitel. Aus dem um 19:45 Uhr beginnenden Berichtsteil wurde themen des tages. Die inhaltliche Trennung wurde nun auch formell vollzogen, jedoch wurden beide Teile weiterhin aus einem Studio gesendet und die Übergabe vom Nachrichtensprecher zum Studioredakteur war weiterhin, je nach Nachrichtenlage, fließend.
Mit der Umbenennung und der stärkeren Gewichtung des zweiten Teiles der heute-Nachrichten änderte sich auch das Logo von heute zum ersten Mal. Im Vorspann erschien nun neben dem neuen Schriftzug „heute“ auch das aktuelle Datum und der Berichtsteil hatte jetzt auch mit „themen des tages“ einen eigenen Schriftzug. Die Sendegrafik der ZDF-Nachrichten erschien in den bekannten weißen Kleinbuchstaben auf schwarzem Untergrund. Hinter dem Nachrichtensprecher bzw. Redakteur im Studio war das ZDF-Logo nun auch deutlich zu erkennen. Zwar befanden sich die beiden Präsentatoren in der Hauptausgabe nach wie vor im gleichen Studio und saßen auch weiterhin an unterschiedlichen Tischen, doch wurde im Hintergrund jetzt immer der jeweilige Titel eingeblendet.
Ab 1. Januar 1969 wurde der Beginn der heute-Sendung auf 19:45 Uhr verschoben. Das ZDF wollte sich dem Sehverhalten der Fernsehzuschauer anpassen, und so den, von der ARD vor vielen Jahren geschaffenen und auch durchgesetzten, Beginn des Hauptabendprogramms auch um 20:15 Uhr zu starten. Auch die strikte Trennung zwischen dem Nachrichten- und Berichtsteil wurde wieder aufgehoben. Die beiden in sich abgeschlossenen Teile wurden wieder gelockert. Der Studioredakteur begann jetzt die Hauptausgabe der heute zu moderieren und aus dem Nachrichtenteil wurden zwei Nachrichtenblöcke. Im ersten Nachrichtenblock der vor 20:00 Uhr gesendet wurde, bekam man alle wichtigen Meldungen des Tages aus den Bereichen Politik und Wirtschaft. Damit wollte man unbedingt der Tagesschau mit den wichtigsten Nachrichten zuvorkommen. In der zweiten Nachrichtenübersicht wurden dann Sportmeldungen verlesen und über kulturelle bzw. gesellschaftliche Ereignisse berichtet. Das ZDF wollte so mehr Zuschauer gewinnen und durch die Anpassung an die ARD und der damit verbundenem gleichzeitigen Anfangszeit des Abendprogramms bereits bestehende Sehgewohnheiten fördern.
Das heute-Studio präsentierte sich ab sofort auch in einem neuen Gewand. Das Nachrichtenstudio wurde komplett umgebaut und modernisiert. Der recht schlichte Bürocharakter wich einem moderneren Erscheinungsbild, das durch eine, mit weißem Stoff bespannten, ovalen Wand, und den beiden, nun deutlich größeren, Tischen davor, jetzt recht modern aussah. Die beiden Tische standen nun nicht mehr nebeneinander, sondern jetzt im Halbkreis gegenüber. Der Nachrichtensprecher saß rechts vom Studioredakteur an dem kleineren Tisch, während der Tisch des Studioredakteurs doppelt so lang war. Beide Tische standen auf einem Podest und waren von vorn mit braunem Leder umrandet.
Auf der weißen Wand wurde eine große Weltkugel sowie links und rechts jeweils die beiden Sendetitel „heute“ und „themen des tages“ und in der Mitte das ZDF-Logo projiziert. Durch neue technische Möglichkeiten konnten nun auch Standbilder zu den einzelnen Meldungen auf der Wand übertragen werden. Mit dieser technischen und auch optischen Erneuerung wurden die heute-Nachrichten moderner und trugen durch die Lederoptik und der Holzvertäfelung dem damaligen Geschmack Rechnung.

### 1970er Jahre
Seit 29. März 1970 werden alle Ausgaben der heute-Nachrichten sowie sämtliche Magazinsendungen in Farbe ausgestrahlt.
Seit dem 1. Oktober 1973 wird die Hauptausgabe der heute-Sendung um 19:00 Uhr gesendet.
Mit einem neuen Programmschema und einer gleichzeitigen Umstrukturierung der Redaktion „Tagesgeschehen“, die bereits 1972 in „Aktuelles“ umbenannt wurde, wurde zum 1. Oktober 1973 das komplette Fernsehprogramm des ZDF geändert. Die bereits 1971 beschlossene Programmreform war in der zehnjährigen Geschichte des ZDF und der heute-Nachrichten die bis dahin größte und umfassendste Veränderung im ZDF-Programm.
Die erste heute-Sendung im Tagesprogramm wurde jetzt bereits um 17:00 Uhr ausgestrahlt und war im Gegensatz zu den eingestellten Frühnachrichten fünf Minuten länger. In der zehnminütigen Sendung wurden erstmals alle wichtigen Meldungen des Tages in kompakter Form präsentiert. In der Drehscheibe gab es dann, gegen 18:00 Uhr, noch einmal Kurznachrichten, die ca. 2 Minuten lang waren.
Die Hauptausgabe der heute-Sendung wurde um 8 Minuten gekürzt und ist jetzt nur noch 22 Minuten lang. Die beiden Bereiche heute und themen des tages wurden wieder zu einer heute-Sendung zusammengefasst. Die seit 1969 gelockerte Trennung zwischen Meldungen und Berichten wurde jetzt ganz aufgegeben. Die größte Veränderung in der Hauptausgabe war jedoch, dass diese jetzt nur noch von einem „Redakteur im Studio“ präsentiert wird, der nun auch die Meldungen des Tages sprach. Wurde seit dem Start der heute-Nachrichten 1963 die abendliche Hauptnachrichtensendung immer von einem Studioredakteur und einem Nachrichtensprecher präsentiert, so fiel der Einsatz des Sprechers in der Hauptausgabe nun weg. „Die journalistische Präsentation dieser Art soll der bisherigen Nachrichtenvermittlung etwas vom damals kritisierten offiziellen „Verkündungscharakter“ nehmen“, so das ZDF. Diese Absicht wurde dadurch unterstützt, dass jetzt auch die Redakteure ihre herausragenden Nachrichtenfilme selbst präsentieren sollten, durch diese Überlegung sollte dem Fernsehzuschauer näher gebracht werden, dass eine Nachrichtensendung nicht das Werk eines Einzelnen, sichtbaren Redakteurs ist, sondern von einem Team gemacht wird.
Mit Otto Diepholz und Claus Seibel bekam die Hauptausgabe der heute-Sendung, nach ihrer Umstrukturierung auch zwei neue Gesichter, die über Jahrzehnte hinweg die 19:00 Uhr-Nachrichten ganz entscheidend mitprägen und beeinflussen sollten.
Bis zum Oktober 1973 wurde die Hauptausgabe der heute-Nachrichten von vier Studioredakteuren im Wechsel präsentiert, ab dem neuen Sendebeginn und der damit verbundenen Erneuerung der ZDF-Nachrichten wurde die 19:00-Ausgabe von 5 später auch mal 6 Redakteuren moderiert.
Aus den Kurznachrichten um 21:00 Uhr wurde eine längere heute-Sendung, die nun 15 Minuten dauerte und noch einmal ausführlich über die wichtigsten Ereignisse des Tages informierte. Neben der 19-Uhr-Hauptausgabe wurde auch diese Ausgabe von einem Redakteur im Studio geleitet.
Zum Sendeschluss wurde in den Spätnachrichten, auch weiterhin noch einmal eine Zusammenfassung des Tagesgeschehens gezeigt. Am Wochenende waren die Sendezeiten der heute immer unterschiedlich, lediglich am Sonntag kam die heute-Sendung mit dem anschließenden Wochenrückblick Chronik der Woche, der seit 1965 lief, immer um 11:30 Uhr.
Mit der Einführung der heute-Nachrichten um 19:00 Uhr und der damit verbundenen alleinigen Präsentation durch den Studioredakteur bekam auch das Nachrichtenstudio 3 in Wiesbaden ein neues Erscheinungsbild. Seit dem 1. Oktober 1973 erschienen nun die Nachrichtensprecher und Studioredakteure von heute vor dem Hintergrund einer roten Backsteinwand. Statt der Holzvertäfelung und den beiden mit Lederpolstern umrandeten Moderationstischen, hält nun der Backstein im Studio Einzug. Durch die rotbraune Backsteinwand, wollte man dem Zuschauer die unkaschierte Wirklichkeit und mit ihm die Atmosphäre einer „Nachrichtenwerkstatt“ vermitteln, in der alle Meldungen journalistisch handwerklich bearbeitet und dem Zuschauer in verständlicher Form in Wort und Bild präsentiert werden sollen. Die rote Backsteinwand war ursprünglich nicht geplant gewesen, doch wurden nachträgliche Überlegungen, etwa die Wand weiß zu machen wieder verworfen. Die Zuschauer hatten sich bereits an sie gewöhnt und wollten, dass sie so „unverputzt“ bleibe.
Neben den bereits bekannten Möglichkeiten von zusätzlichen Darstellungen zu Informationen; wie Erklärstücke, Kommentare, Interviews oder Korrespondentenberichte, konnten schwierige Wortnachrichten nun auch anhand grafischer Unterstützung verständlicher gezeigt und erläutert werden.
Zum ersten Mal erschien jetzt auch das neue von Otl Aicher entworfene Logogramm mit dem typischen, über viele Jahrzehnte prägendem Schriftzug „heute“. Das Bild der Nachrichtensendung wurde geprägt durch den Schriftzug mit runden Lettern auf blauem Grund, dazu die signifikante Uhr mit Rundziffern, die eingeführt wurde, sowie durch die Totale bei Sendebeginn, die jetzt erstmals den Studioraum, bereits vor Sendebeginn, zeigt. Zum ersten Mal sah man nun den Studioredakteur bzw. den Nachrichtensprecher schon wenige Sekunden vor Beginn der Sendung. Im Hintergrund des damaligen Nachrichtenstudios stand ein Metallgestell mit der bekannten „heute“-Uhr und unter ihr war eine Tafel mit dem weißen „heute“-Logo auf hellblauem Untergrund zu sehen.
Mit dem 1. Januar 1978 erlebten die heute-Nachrichten ihre bis dahin größte Veränderung: Aus der heute-Ausgabe um 21:00 Uhr wurde ab 2. Januar das heute-journal. Die Magazin-Ausgabe der heute-Sendung ging zusammen mit den ARD-Tagesthemen an den Start und sollte sich in 20 Minuten – neben einem Nachrichtenblock – verstärkt auf einzelne Meldungen des Tages mit Hintergrundberichten, Analysen und Interviews spezialisieren. Das heute-journal bekam eine eigene Redaktion und wurde auch von eigenen Studioredakteuren moderiert.
Alle heute-Sendungen bekamen nun auch ein neues Erscheinungsbild und innerhalb der 19-Uhr-Hauptausgabe wurde zum ersten Mal ein Satelliten-Farbbild vom Meteosat, zu der aktuellen Wettersituation über Mitteleuropa gezeigt. Beide Formate präsentierten sich von nun an in einem hellblauen Hintergrund. Die rotbraune Backsteinwand hatte ausgedient und wurde durch eine Projektionswand ersetzt. Zum ersten Mal wurde die damals neuartige Bluescreen-Technik eingesetzt. Hier wurden Grafiken, Bilder und Überschriften auf eine Fläche direkt hinter dem Studioredakteur bzw. Nachrichtensprecher projiziert. Auf dieser Fläche trat auch erstmals das typische „Nachrichtenfenster“ mit abgerundeten Ecken in Erscheinung, das über 17 Jahre das Aussehen der heute-Nachrichten prägen sollte.
Im Oktober 1978 wurde die Hauptausgabe der heute-Sendung zum ersten Mal von zwei Frauen moderiert. Mit den beiden Redakteurinnen Ulrike von Möllendorff und Rut Speer wurde die „Männerdomäne“ der ZDF-Nachrichten gebrochen.

### 1980er Jahre

Logo der heute-Sendung (1986 bis 1998)

Bis Ende der 1980er Jahre verfestigte sich das Stammpersonal der 19-Uhr-Ausgabe auf fünf Redakteure. 1981/1982 präsentierten sogar abwechselnd sechs Studioredakteure die Hauptausgabe. Seit dem Weggang von Rut von Wuthenau 1987 blieb es bei der dauerhaften Besetzung von vier Studioredakteuren, und Ulrike von Möllendorff war nun für einige Jahre die einzige Frau in der ZDF-Hauptnachrichtensendung. Die Studioredakteure hatten im Monat etwa 7–10 Einsätze, die mal in dem Rhythmus von Montag bis Mittwoch und dann im Wechsel von Donnerstag bis Sonntag waren. Bei den Wochenendeinsätzen sprach der jeweilige Studioredakteur am Sonntag auch noch einmal gegen 21:50 Uhr in einer kürzeren Ausgabe mit anschließendem sport am sonntag die Meldungen des Tages.
Mit der Fertigstellung des dritten Bauabschnitts auf dem Mainzer Lerchenberg, dem markanten Rundbau der Sendebetriebszentrale, der nach fünfjähriger Bauzeit im Jahr 1983 fertiggestellt war, wurden ab 6. Dezember 1984 auch die ZDF-Nachrichtensendungen aus Mainz gesendet. Aus dem neuen Nachrichtenstudio N, das eine Fläche von rund 230 m² hatte und sich direkt im Rundbau in einer oberen Etage befand, wurde nun heute und das heute-journal ausgestrahlt. Beide Sendungen wurden jetzt aus einem Nachrichtenstudio gesendet, das heute-journal wurde rechts vom „Nachrichtenfenster“ und dem Studiotisch der heute-Sendungen gezeigt. Mit der ersten heute-Sendung aus dem neuen ZDF-Sendezentrum Mainz um 10:00 Uhr wurde die Überblendung vom ehemaligen Sendezentrum Wiesbaden nach Mainz vollzogen.
heute präsentierte sich danach auch mit einem neuen Vorspann, auch hier mit direktem Blick zum Studioredakteur bzw. Nachrichtensprecher ins Nachrichtenstudio und mit gleichzeitiger Einblendung des heute-Schriftzuges. Die signifikante Uhr kurz vor dem Beginn der heute-Sendungen erschien jetzt vor dem Hintergrund des ZDF-Sendezentrums. Auch im Vorspann der heute-Sendung sah man an der Seite kurz die durch raumhohe Spiegel doppelt so breit wirkenden Panoramafenster des neuen Studios und konnte so auch schon mal auf, in der Weihnachtszeit festlich beleuchtete, Tannenbäume blicken.
Mit dem Einzug ins Sendezentrum nach Mainz eröffneten sich auch für die heute-Sendungen neue technische Möglichkeiten. Durch einen „Elektronischen Standbildspeicher“ (ESS) war es möglich Fotos, Tabellen, Landkarten oder auch Namensunterblender als Standbilder in der heute-Sendung zu sehen, durch den Umzug konnten diese Bilder nun schneller und besser hergestellt und somit jetzt auch öfter in den Nachrichtensendungen eingesetzt werden. Genau so unverzichtbar war inzwischen die Weiterentwicklung des Wetterberichtssystems WEBSY, das die Wetterdarstellung und -vorhersage mit bewegten Bildern grafisch besser ermöglichte.
Ab dem 30. Juni 1986 erschienen heute wie auch das heute-journal erstmals in einem 3-D-computeranimierten Vorspann. Der hellblaue Hintergrund wurde zu einem dunkleren Blau, das Wetterberichtssystem WEBSY wurde weiter verbessert und die Wetterpräsentation konnte so noch anschaulicher dargestellt werden.
In den 1980er Jahren wurde das Informationsangebot des ZDF mit Nachrichten und Schlagzeilen aus der heute-Redaktion erweitert.
So sah das heute-Angebot 1987 wie folgt aus: Wenn das ZDF das gemeinsame Vormittagsprogramm ausstrahlte, kam um 10:00 Uhr die erste heute und um 13:00 Uhr dann die letzte, ausführlichere 15-minütige Ausgabe, die gemeinsam von ARD und ZDF ausgestrahlt wurde. In der Woche folgte dann um 16:00 Uhr, um 17:00 Uhr, gegen 17:08 Uhr (heute aus den Ländern) und nach der Hauptausgabe um 19:00 Uhr und dem heute-journal im Nachtprogramm, zu unterschiedlichen Sendezeiten noch eine heute-Ausgabe zum Sendeschluss. Schlagzeilen gab es werktags gegen 16:33 Uhr (außer dienstags) und, in der Werbepause gegen 18:15 Uhr.
Am Samstag kam um 14:00 Uhr die erste heute-Ausgabe, im Anschluss kam Diese Woche, hier wurde eine Zusammenfassung der Meldungen der letzten Woche gezeigt. Die nächste Ausgabe sah man dann um 17:00 Uhr, dann die 19-Uhr-Hauptausgabe und gegen 21:45 Uhr, sowie im Spätprogramm zum Sendeschluss kamen dann noch einmal Nachrichten aus der heute-Redaktion. Sonntags wurde die erste Nachrichtensendung um 12:45 Uhr gezeigt, um 17:00 Uhr kam dann eine weitere und nach der Hauptausgabe gab es dann die Spätausgabe gegen 22:00 Uhr mit sport am sonntag, die Sportmeldungen wurden von einem eigenen Redakteur präsentiert, sowie ebenfalls eine letzte Nachrichtensendung im Nachtprogramm zum Sendeschluss.

### 1990er Jahre
Ab 22. Mai 1992 präsentierten sich heute und heute-journal in neuer Optik. Das 1978 eingeführte Blau als Hintergrundfarbe wurde durch eine lindgrüne Farbe ersetzt. Der Schriftzug von „heute“ und das „Fenster“ mit seinen abgerundeten Kanten blieben unverändert, lediglich das neue ZDF-Logo war nun auch hier zu sehen. Der Moderationstisch wurde größer und zeigte sich jetzt dem Zuschauer in der Form eines rechteckigen Winkels. Ab jetzt saß der Sportredakteur direkt neben Studioredakteur. War die ausführlichere Berichterstattung des Sport vorher getrennt, etwa wie bei sport am sonntag, so wurden die Sport-Meldungen jetzt auch in der 19-Uhr-Hauptausgabe von einem eigenen Redakteur präsentiert.
Seit 1. Dezember 1992 wird zwischen dem Nachrichtenteil von heute um 19:00 Uhr und dem Wetterbericht eine kurze Werbepause gezeigt, die aufgrund sinkender Werbeeinnahmen eingeführt wurde.
Mit dem Start von heute nacht am 4. Oktober 1994 wurde das Informationsangebot des ZDF erweitert. Diese etwa 15-minütige Nachtausgabe beginnt werktags zwischen 23:45 und 0:45 Uhr und ersetzte die fünfminütige letzte Ausgabe der heute-Nachrichten, um noch einmal ausführlicher über die Meldungen des Tages berichten zu können. Vorbild dafür war der Privatsender RTL mit dem RTL Nachtjournal, das bereits Anfang des Jahres auf Sendung ging und um diese Uhrzeit recht erfolgreich war.
Bereits nach drei Jahren wurde das Aussehen der heute-Nachrichten zum 1. Oktober 1995 erneut verändert. Zum ersten Mal wurde jetzt auch der Studiohintergrund umgestaltet; das 1978 mit der Blue-Box eingeführte „Nachrichtenfenster“ verschwand und wurde durch auf einer ähnlichen Projektionsfläche mit einem grauen durchgehenden Balken ersetzt. Auf diesem Balken wurden die Meldungen in Bild und Schrift montiert. Durch diese Änderung war der Studioredakteur bzw. Nachrichtensprecher nun größer im Bild zu sehen. Es konnten jetzt auch mehr bewegte Grafiken eingesetzt und so komplizierte Sachverhalte anschaulicher gemacht werden.
Am 12. Januar 1998 startete die werktägliche Ausgabe heute mittag, die von Montag bis Freitag um 12:00 Uhr (im wöchentlichen Wechsel mit der ARD-Tagesschau) einen ersten längeren Nachrichten-Überblick bietet. In jeder Sendung gibt es außerdem eine Schaltung zur Frankfurter Börse.
Mit dem 15. August 1998 präsentierten sich die heute-Sendungen in der 19-Uhr-Hauptausgabe erstmals in einem neuen Design. Das ZDF wollte die Nachrichtensendungen heute, heute-journal, heute mittag und heute nacht als wiedererkennbare zusammengehörende Nachrichtenfamilie präsentieren. Deshalb wurden ab sofort alle Nachrichtensendungen von einem sogenannten „Newsdesk“, einem gemeinsamen halbrunden Nachrichtentisch, gesendet. Das jetzt 280 m² große Nachrichtenstudio wurde deshalb umgebaut und mit modernster Technik ausgestattet. Im Hintergrund befand sich nun eine umfassende Weltkarte, die den bisherigen „Fensterblick“ ersetzte. Diese Weltkarte ersetzte auch die Blue-Box. Die Grafiken zu den einzelnen Meldungen wurden so plakativer und verständlicher, öfter als bisher konnten nun auch 3D-Computergrafiken eingesetzt werden. Die ZDF-typischen Nachrichtenfarben blau-grün wurden dem neuen Erscheinungsbild angepasst. Sowohl der Vorspann, hier wurde die heute jetzt mit einer dynamischen Kamerafahrt eröffnet, als auch das Design veränderten sich. Das neue Nachrichtenstudio befand sich nun in einem anderen Blickwinkel des Raumes, so dass die Fensterfront im Hintergrund nicht mehr zu sehen war. Dieses neue Nachrichtenstudio präsentierte sich moderner und den technischen Möglichkeiten entsprechend vielfältiger. Aus diesem Studio wurden in leicht veränderter Form bis zum 17. Juli 2009 alle Nachrichtensendungen des ZDF gesendet.
Einhergehend mit den Veränderungen am äußeren Erscheinungsbild der heute-Sendung, wollte das ZDF die Fernsehzuschauer noch enger an seine Informationssendungen binden. Jede Ausgabe der heute-Nachrichten wurde ab jetzt mit einem Moderationsstamm, also immer wiederkehrenden Gesichtern präsentiert. Die 19-Uhr-Hauptausgabe wurde nach dem Weggang von Katrin Müller und der Versetzung von Brigitte Bastgen ins Nachmittagsprogramm, nun von der neu hinzugekommenen Petra Gerster, Peter Hahne und weiterhin von Claus Seibel gesprochen. Ab 1999 dann von Klaus-Peter Siegloch als Nachfolger von Hahne.
Seit 12. April 1999 setzt die Sendung heute – in Europa von Montag bis Freitag um 16:00 Uhr einen weiteren „Schwerpunkt“ in den Nachrichtensendungen am Nachmittag. In dieser Sendung berichteten die Redakteure über politische, wirtschaftliche und kulturelle Ereignisse aus Europa. Die heute-Sendung mit dem Sportblock, die man auf diesem Sendeplatz bisher sah, wird nun bereits um 15:00 Uhr gesendet.

### 2000er Jahre
Seit dem 25. April 2000 gibt es mit der heute – in Deutschland eine weitere Nachrichtensendung am Nachmittag. heute – in Deutschland wird werktags um 14:00 Uhr gesendet. Die fünfzehnminütigen Sendung schließt die Informationslücke am Nachmittag und zeigt neben einem Nachrichtenblock vor allem ausführliche Berichte und Meldungen aus Deutschland und den Bundesländern. Eine Zeit lang wurde diese Ausgabe von zwei Redakteuren moderiert, wobei einer die Meldungen des Tages aus aller Welt verlas. Seit dem Jahr 2009 wird die heute – in Deutschland nur noch von einem Studioredakteur präsentiert.
Seit dem 23. Oktober 2000 sendet die heute-Redaktion Nachrichten rund um die Uhr.

Logo der heute (2001 bis 2009)

Im Jahr 2001 erhielten die heute-Nachrichten eine weitere optische Erneuerung. Durch das neue ZDF-Logo präsentierte sich jetzt auch das heute-Studio in einer Mischung aus Blau- und Orangetönen. Das neue Logo wurde ebenfalls in die Deko integriert. Das Nachrichtenstudio selber blieb dabei unverändert.
Seit April 2002 wird die heute-Hauptausgabe um 19 Uhr von einem Duo moderiert. Im wöchentlichen Wechsel wurde diese zunächst von Petra Gerster und Steffen Seibert präsentiert. Claus Seibel war nur noch Urlaubsvertretung oder sprang ein, wenn einer der beiden verhindert war. Neben Seibel war auch Caroline Hamann gelegentlich als Vertretung zu sehen. Im Jahr 2005 verabschiedete sich Seibel endgültig vom Bildschirm, nachdem er bereits als Urlaubsvertretung 2003 das letzte Mal die 19:00-Uhr-Ausgabe sprach und bis 2005 noch in den Nachmittagsausgaben zu sehen war. Er war der bis dahin am längsten amtierende „Redakteur im Studio (s. u.)“ und mit über 35 Dienstjahren auch insgesamt in der deutschen Fernsehlandschaft der Sprecher mit der längsten Bildschirmpräsenz.

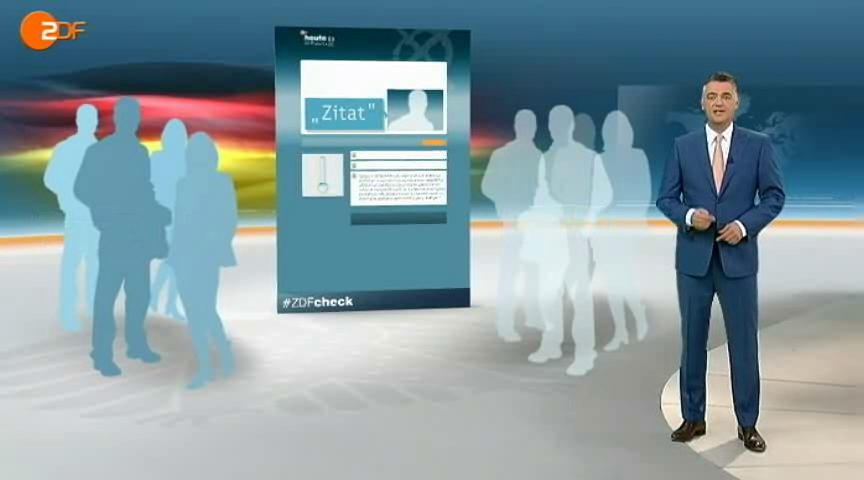
Matthias Fornoff erklärt einen Sachverhalt anhand von Grafiken im virtuellen Nachrichtenstudio, senderintern „Erklärraum“ genannt

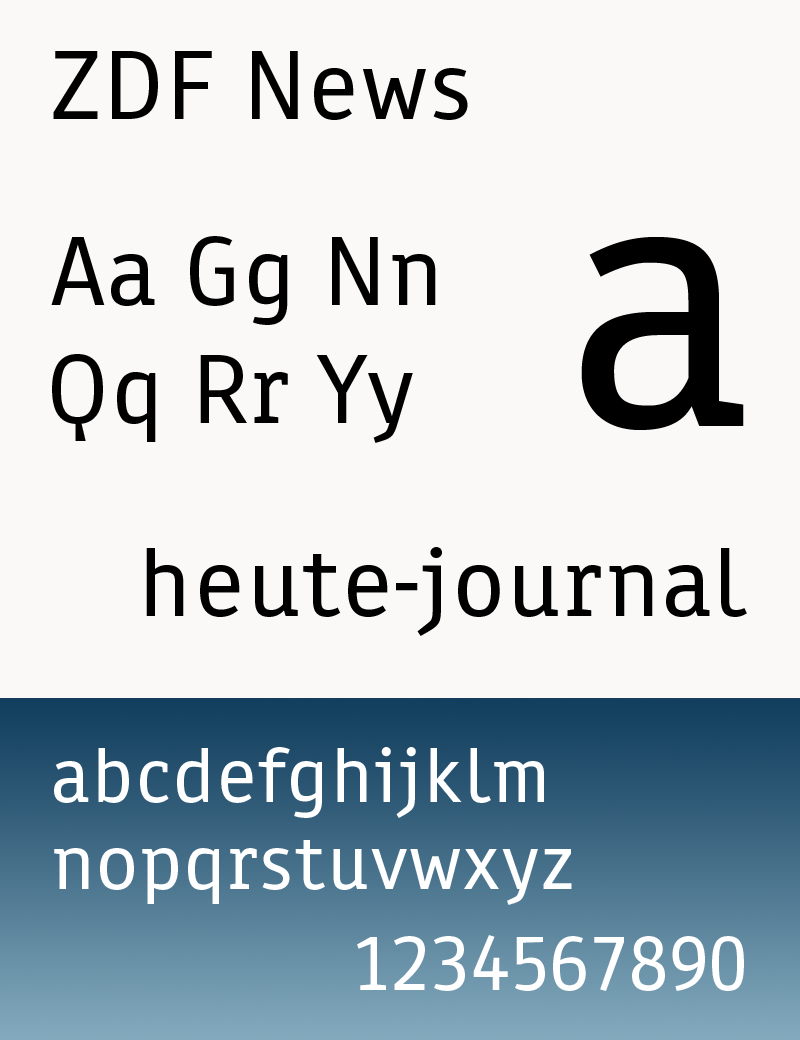
Die Schriftart ZDF News, die von 2009 bis 2021 genutzt wurde

Logo der heute (2009 bis 2021)

Seit dem 17. Juli 2009 präsentiert sich die heute-„Familie“ aus zwei neuen, virtuellen Nachrichtenstudios, die die gesamten Nachrichtensendungen des ZDF beherbergen. Eigens dafür wurde ein neues Gebäude mit zwei großen Studios samt Regien errichtet. Im 680 m² großen Studio N1 werden die Sendungen für das Hauptprogramm produziert. Das 330 m² große Studio N2 dient vorrangig zur Produktion der heute 100 Sekunden für ZDFinfo und das Internet, sowie der nächtlichen, kurzen heute Sendungen für das Hauptprogramm. Zur Ausführung präziser, reproduzierbarer Kamerafahrten wurden Industrieroboter an die fernsehtechnischen Anforderungen angepasst. Die Kosten für das Gebäude und die technische Ausstattung beliefen sich auf etwa 30 Millionen Euro. Das ZDF produziert auch die Sendungen logo! sowie bis 2018 das Mittagsmagazin in dem neuen Studio. Sowohl der im Internet verfügbare „Live-Stream“ als auch die als „Online-Stream“ oder Podcast abrufbare Fassung der heute-Sendungen unterscheiden sich von der zuvor bzw. zeitgleich gesendeten „Fernseherversion“. Manche Beiträge – insbesondere Beiträge aus der Rubrik Sport – werden entweder komplett ausgeklammert oder es wird ein Wartebildschirm eingeblendet. In diesem Falle wird mitgeteilt: „Die laufenden TV-Bilder dürfen aus rechtlichen Gründen nicht im Internet gezeigt werden.“

### 2010er Jahre
In der heute-Hauptausgabe am 4. Juli 2010 war Steffen Seibert das letzte Mal als Studioredakteur zu sehen; er wechselte als Regierungssprecher nach Berlin. In dieser Zeit bis Anfang September übernahm Barbara Hahlweg die Sendungen von Seibert. Barbara Hahlweg ist seit 2007 Vertretung für die ZDF-Hauptnachrichtensendung, ebenso Ralph Szepanski, der seit 2009 schon einige Male die 19-Uhr-Ausgabe moderiert hatte.
Am 31. Juli 2010 wurde die 19-Uhr-Hauptausgabe mit einem überarbeiteten Intro präsentiert. Auffälligste Änderung ist ein Blick in die Regie kurz vor der Sendung. Das Intro wurde vom 3. August 2010 bis zum 30. Dezember 2011 auch für die 17-Uhr-Ausgabe verwendet.
Seit dem 16. August 2010 beträgt die Sendezeit der 15-Uhr-Ausgabe zu Gunsten der neuen Kochsendung Topfgeldjäger nur noch fünf Minuten. Der Sportblock mit dem Sportredakteur wurde zunächst in die mittägliche Sendung drehscheibe Deutschland verschoben, seit Januar 2012 gibt es die Sportnachrichten nun regelmäßig in der 19-Uhr-Hauptausgabe.
Seit dem 6. September 2010 präsentiert Matthias Fornoff im wöchentlichen Wechsel mit Petra Gerster in der heute-Hauptausgabe die Nachrichten und Themen des Tages und ist zudem neuer Redaktionsleiter.
Am 7. September 2011 wurde, im Zuge der Neugestaltung des ZDF-Digitalkanals ZDFinfo, erstmals die Sendung heute plus ausgestrahlt. Sie wurde immer freitags, im Anschluss an die 19-Uhr-heute-Ausgabe, um 19:30 Uhr auf ZDFinfo gesendet. Moderiert von Jessica Zahedi, Eric Marr oder Yasmin Parvis, durften Nutzer per Skype und Chat die Sendung kritisieren und fragen, weshalb die Redaktion die Sendung gerade so strukturiert hat. Im Studio saßen der Redakteur, der zuvor die Sendung moderiert hatte, sowie andere Redakteure oder Verantwortliche der Sendung und antworteten direkt auf die Fragen. Während der ersten heute plus stand auch der Leiter der Hauptredaktion „Aktuelles“ und stellvertretende Chefredakteur des ZDF Elmar Theveßen im Studio den Zuschauern Rede und Antwort. Dieser beantwortete auch in der letzten Sendung vom 24. April 2015 die Fragen der Zuschauer, womit das Format eingestellt wurde.
Zum 2. Januar 2012 wurden einige Umstrukturierungen vorgenommen. So werden werktags am Vormittag innerhalb der ARD-Sendewochen durchgehend anstatt der Tagesschau eigene heute-Ausgaben um 9 Uhr und um 12 Uhr gesendet. Das ZDF möchte mit dem neuen Angebot seine Nachrichten stärker profilieren. Um dies zu finanzieren, wurde die Ausgabe um 10 Uhr gestrichen. Ebenso ist seitdem die 12-Uhr-Ausgabe nur noch zehn Minuten lang und beinhaltet keinen Börsenbericht mehr. Außerdem um jeweils fünf Minuten gekürzt wurden die Sendezeiten von heute – in europa um 16 Uhr, hier entfällt der Nachrichtenblock zum Anfang der Sendung, und die 17-Uhr-Ausgabe, bei der der Wetterbericht mit dem Meteorologen am Ende der Sendung gestrichen wurde. Ersatzlos gestrichen wurden weiterhin die Nachtausgaben zwischen 01:00 Uhr und 05:30 Uhr. Einhergehend mit diesen Umstrukturierungen wurden Erscheinungsbild sowie Vor- und Abspann der Sendungen heute – in deutschland um 14 Uhr und heute – in europa geringfügig verändert. In der 19-Uhr-Hauptausgabe ist der Sportblock seit Januar 2012 nun grundsätzlich ein fester Bestandteil. Passend dazu wurde das Intro der Hauptausgabe leicht verändert, womit die Kamera nun auch auf den Sportredakteur zoomt und dieser am Anfang der Sendung vom Studioredakteur vorgestellt wird. Dieses Intro kam erstmals am 5. Januar 2012 zum Einsatz.
Seit dem 29. September 2012 wird die 19-Uhr-Hauptausgabe in einem neuen Erscheinungsbild mit verändertem Intro und dunklerem Studiohintergrund präsentiert. Die Sendung soll dadurch opulenter und bildstärker wirken. Dazu wurden auch die Kamerapositionen geändert, um den Moderator näher in den Vordergrund zu rücken. Nach einer Erprobungsphase wurden zum 3. Dezember 2012 auch die anderen heute-Sendungen auf das neue Design umgestellt, inklusive der heute nacht. Am 12. September 2013 wurde auch das heute-journal diesem Erscheinungsbild angepasst. heute – in deutschland und heute – in europa zogen am 3. November 2014 nach.
Seit dem 28. Februar 2013 gibt es eine heute-App, die für Android und iOS in den jeweiligen App Stores kostenlos angeboten wird.
In der heute-Hauptausgabe am 4. August 2014 moderierte Matthias Fornoff das letzte Mal als Studioredakteur, da er bereits zum 1. Juli 2014 die Leitung der Hauptredaktion „Politik und Zeitgeschehen“ übernommen hatte. Bis September übernahm Barbara Hahlweg die Sendungen von Fornoff. In dieser Zeit moderierte auch Carsten Rüger vertretungsweise die 19-Uhr-Ausgabe. Neuer heute-Redaktionsleiter wurde Thomas Heinrich.
Seit dem 8. September 2014 ist Christian Sievers neuer Studioredakteur und moderiert im Wechsel mit Petra Gerster die 19-Uhr-heute-Hauptausgabe.
Am Montag, dem 18. Mai 2015, wurde die Sendung heute nacht von dem neuen interaktiven Nachrichtenformat heute+ abgelöst, das die crossmediale Vernetzung vorantreiben soll und auch eine Weiterentwicklung der ehemaligen heute plus-Sendung darstellt, indem der Dialog zwischen den Zuschauern und den Nachrichtenmachern ausgebaut werden soll. Der Testbetrieb für das Angebot ist in den sozialen Medien bereits am 21. April 2015 gestartet. Die einzelnen Sendungsinhalte werden schon vor der Ausstrahlung im Fernsehen online und über soziale Medien verbreitet. Eine jüngere Zielgruppe soll auf diesem Weg für die Nachrichten der heute-Familie gewonnen werden. Die Erstausstrahlung ist um 23 Uhr live in der ZDFmediathek, danach läuft das Format – ebenfalls live – auf dem ehemaligen Sendeplatz der heute nacht im linearen Fernsehprogramm.
Am Samstag, dem 4. Juli 2015 folgte ein ebenfalls auf Web, Social Media und TV ausgerichtetes, einheitliches Kurznachrichtenformat, das im ZDF, in ZDFinfo, auf der heute.de und auf weiteren Plattformen präsent ist. heute Xpress ersetzt die bisher unterschiedlichen heute-Kurzformate: die heute-Nachrichten im ZDF-Morgenmagazin und ZDF-Mittagsmagazin, heute um 9 Uhr und heute um 15 Uhr werktags, sowie morgens, mittags und spätabends am Wochenende. heute 100sec auf ZDFinfo wurde bereits am 3. Juli 2015 durch heute Xpress abgelöst.

### 2020er Jahre
Seit dem 25. März 2020 tritt das Nachrichtenangebot des ZDF online unter dem Namen ZDFheute und einem neuen Logo auf. Dazu wurden die Website, die App sowie die In- und Outros von heute und heute Xpress umgestaltet. Außerdem wurde das Angebot auf Instagram und YouTube ausgebaut. Seit September 2020 gibt es unter dem Titel ZDFheute live online-exklusive Livestreams zu aktuellen Ereignissen und Themen. Im Moderatoren-Team sind Marc Burgemeister, Christian Hoch, Alica Jung, Victoria Reichelt, Carsten Rüger, Ralph Szepanski, Christina von Ungern-Sternberg, Christopher Wehrmann, Philip Wortmann und Jessica Zahedi. Dafür wurden die Spätnachrichten heute+ eingestellt, die schon vorher verstärkt auf Online-Inhalte und exklusive Livestreams gesetzt hatten. Die Nachfolgesendung von heute+, das heute journal up:date, startete am 7. September 2020. Die Sendung behandelt montags bis freitags gegen Mitternacht die Themen des Tages mit Hintergrundberichten, Schaltgesprächen und Interviews. Zudem werden teilweise bereits im heute-journal verwendete Erklärstücke in aktualisierter Form verwendet. Sie wird von der Redaktion des heute-journals verantwortet, die damit neben der Hauptsendung um 21:45 Uhr zwei Sendungen betreut.
In der heute-Hauptausgabe am 26. Mai 2021 war Petra Gerster das letzte Mal als Studioredakteurin zu sehen und wechselte in den Ruhestand. Am 27. Juli 2021 übernahm Jana Pareigis die Nachfolge von Gerster.
Nach dem Umbau des Studios (N2) seit März 2019 werden alle ZDF-Nachrichtensendungen und logo! seit dem 19. Juli 2021 mit einem neuen Design gesendet. Im Studio gibt es seitdem einen kleineren Moderationstisch, eine neue Roboterkamera, die sich nun auf Schienen bewegt, und LED-Scheinwerfer. Auch der Greenscreen wurde erneuert. Ins neue heute-Design wurde außerdem die neue ZDF Type-Schriftart eingebaut, die seit Januar 2021 in den Online-Angeboten des ZDF zum Einsatz kommt, seit 15. September 2021 außerdem im On-Air-Design des ZDF. Parallel wurde das erste Studio (N1) umgebaut und analog zu N2 modernisiert.
Am 30. September 2021 präsentierte Christian Sievers die heute-Hauptausgabe zum letzten Mal als Studioredakteur. Er übernahm am 10. Januar 2022 die Moderation des heute-journals als Nachfolger von Claus Kleber. Die Nachfolge von Sievers übernahm Mitri Sirin am 11. Oktober 2021. Er moderiert seitdem im Wechsel mit Jana Pareigis und Barbara Hahlweg die 19-Uhr-Hauptausgabe.
Am 7. Juli 2025 ist das neue Online-Nachrichtenstudio auf Sendung gegangen. Es befindet sich auf der Fläche des ZDF-Nachrichtenstudios. Im Gegensatz zu den beiden Hauptstudios handelt es sich nicht um ein virtuelles, sondern ein reales Set. Aus diesem Studio wird seitdem das Online-Nachrichtenformat ZDFheute live gesendet. Die hohe Automatisierung macht es möglich, in Breaking-News-Situationen nicht nur online, sondern auch im Fernsehen schnell auf Sendung gehen zu können. Von dieser Möglichkeit ist bereits zuvor schon vereinzelt Gebrauch gemacht worden, als das Format noch aus einem kleinen Set in der Redaktion kam.

Logo von ZDFheute (seit 2020)
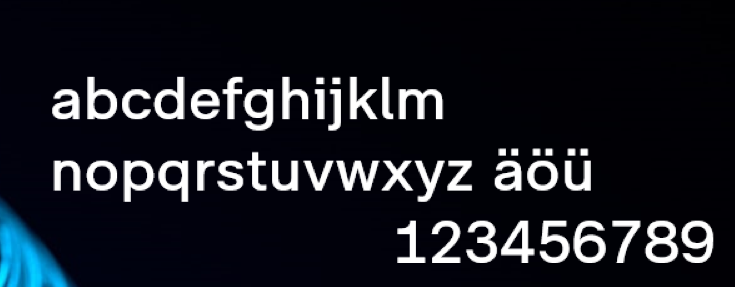
ZDF Type Schriftart
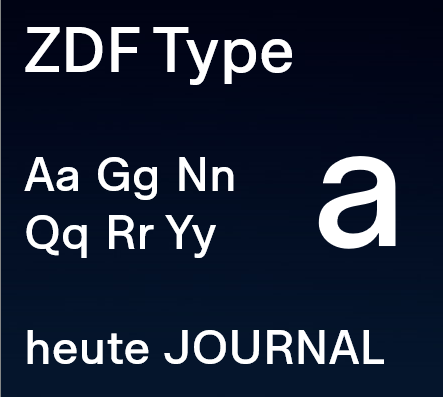
ZDF Type

## Besonderheiten

### Redakteur im Studio
Im Gegensatz zur bereits damals fest etablierten Tagesschau, deren Nachrichten von einem Sprecher verlesen werden, profilierte sich die Hauptausgabe der ZDF-Nachrichtensendung heute von Anfang an mit einem Journalisten, also einem „Redakteur im Studio“. Diese Formulierung wurde früher auch als Text für An- und Abmoderation sowie Vorstellung des Präsentators verwendet. Während der Nachrichtensprecher die von einer Redaktion geschriebenen Meldungen nur vorliest und sie sprachlich formuliert, so schreibt der „Redakteur im Studio“ seine Texte selbst und kann die Reihenfolge der Meldungen auch mitbestimmen. Das ZDF wollte, dass in der wichtigsten Nachrichtensendung des Tages, der Hauptausgabe, die Meldungen des Tages nicht einfach nur von einem Nachrichtensprecher abgelesen werden, sondern hier ein kompetenter und fachkundiger Journalist im Studio sitzt. Ein sach- und fachkundiger Redakteur im Studio könne dem Fernsehzuschauer das aktuelle Tagesgeschehen, in seinen oft vielschichtigen und schwer verständlichen Zusammenhängen, und dadurch letztendlich auch schwer zugänglichen Bereiche wie die Innen- und Außenpolitik oder auch die Wirtschaft, besser und verständlicher erklären.
Die Sportmeldungen werden in der Hauptausgabe je nach Anzahl und Wichtigkeit der Nachrichten von einem Redakteur aus der Sportredaktion gesprochen.
Bei wichtigen politischen und wirtschaftlichen Ereignissen oder auch bei schweren Katastrophen bezieht der ZDF-Chefredakteur im Nachrichtenstudio zu einem aktuellen Thema Stellung oder es wird ein Experte befragt.
Wurde die Hauptausgabe der heute, die 13-Uhr-Ausgabe (1981–1989) und heute aus den Ländern (1983–1997) von einem „Redakteur im Studio“ moderiert, so kamen in allen anderen kleineren heute-Ausgaben Sprecher zum Einsatz. In den jeweiligen Sendungen wurden dann die Meldungen des Tages von Nachrichtensprechern wie Gerhard Klarner oder Heinz Wrobel vorgelesen.
Ab Mitte der 1990er Jahre wurde die Bildschirmpräsenz der Nachrichtensprecher immer weiter eingeschränkt; das ZDF wollte jetzt auch in allen anderen Ausgaben der heute mehr auf die journalistischen Erfahrungen und Fertigkeiten setzen, als auf rein sprachliche Fähigkeiten. Dem Publikum wollte man jetzt auch in allen heute-Ausgaben das aktuelle Tagesgeschehen durch kompetente Redakteure näher bringen und so glaubhafter vermitteln.
Schließlich verbannte man die letzten Sprecher ins späte Abend- bzw. ins Nachtprogramm. 2003 hat sich dann der letzte Nachrichtensprecher des ZDF Elmar Bartel vom Bildschirm verabschiedet, seitdem ist er nur noch aus dem Off zu hören.

### Wettervorhersage mit Meteorologen

Logo des ZDF-Wetters von 2009 bis 2021

Von Anfang an sollte in der Hauptausgabe der heute-Sendung das Wetter von einem Meteorologen erläutert werden. Auch hier wollte man sich zur Tagesschau deutlich unterscheiden, indem das Wetter nicht einfach nur von einem Sprecher aus dem Off vorgelesen wird, sondern ein Meteorologe vom Deutschen Wetterdienst dem Zuschauer das Wetter und die Zusammenhänge ausführlicher erklärt. Der Meteorologe steht dabei im Nachrichtenstudio und zeigt anhand der Wetterkarte – in den Anfängen mit Kreide auf einer Wettertafel, später mit Hilfe der sogenannten Blue-Box – den Verlauf des Wetters. Kam der Meteorologe erst innerhalb der heute, kurz vor dem Ende der Sendung, so war die Wettervorhersage ab 1965 vor, einige Jahre später dann wieder am Ende der Hauptausgabe zu sehen. Seit Anfang der 1990er Jahre folgt die Wettervorhersage im Anschluss an die heute-Sendung nach einem kurzen Werbeblock gegen 19:23 Uhr. Bei der Ausstrahlung über 3sat entfällt der Werbeblock, dafür ist die Wettervorhersage länger und umfasst die Schweiz und Österreich. In der kürzeren Sonntagsausgabe wird die Wettervorhersage vom Studioredakteur gesprochen.
Beschränkte sich die ausführliche Wettervorhersage lange nur auf die Hauptausgabe, so kommen die Meteorologen seit einigen Jahren auch im ZDF-Morgenmagazin, im ZDF-Mittagsmagazin und nach dem heute-journal zum Einsatz.

### Erste Nachrichtensprecherin der Bundesrepublik Deutschland
Am 12. Mai 1971 verlas mit der damals 32-jährigen Journalistin Wibke Bruhns zum ersten Mal in der Bundesrepublik Deutschland eine Frau die Meldungen des Tages, in der Spätausgabe der heute-Sendung um 22:15 Uhr. Mit dieser Entscheidung war das ZDF der ARD in der damals von Männern dominierten deutschen Fernsehlandschaft der 1970er Jahre weit voraus, denn auch in der „älteren“ Institution Tagesschau gab es bis dahin nur männliche Sprecher. Erst 1976 sprach mit Dagmar Berghoff zum ersten Mal eine Frau die 20-Uhr-Tagesschau der ARD.
Bruhns sah man später auch in der Hauptausgabe der heute um 19:45 Uhr. Bereits Ende 1972 beendete sie jedoch ihre Sprechertätigkeit beim ZDF wieder und ging zum WDR. Beim ZDF folgte zwei Jahre nach Berghoffs Tagesschau-Debüt Ulrike von Möllendorff als zweite Nachrichtensprecherin in der Geschichte des Senders. Sie begrüßte am 16. Oktober 1978 in der heute-Hauptausgabe um 19:00 Uhr als „Redakteurin im Studio“ zum ersten Mal die Fernsehzuschauer, war die erste Studioredakteurin überhaupt und sprach bis zum Dezember 1990 für die heute-Hauptausgabe die Meldungen des Tages. Ulrike von Möllendorff war auch einige Jahre die einzige Frau in der 19-Uhr-Hauptausgabe und in den 1980er Jahren das „Aushängeschild“ der ZDF-Nachrichten.

### Heute Plus

Logo von heute plus

Anfang September 2011 startete die heute-Redaktion unter der Bezeichnung heute plus ein interaktives Nachrichtenangebot, das wöchentlich freitags im Anschluss an die heute-Sendung um 19 Uhr auf ZDFinfo ausgestrahlt wurde. Zuschauer konnten in einer interaktiven Online-Gemeinschaft Fragen an die Sprecher und die Redaktion stellen, beispielsweise zur Auswahl der Themen. Ausgewählte Zuschauer wurden anfangs auch per Videotelefonie über Skype direkt ins Studio geschaltet. Am 19. Oktober 2011 war als „Gastkritiker“ Oliver Welke (Moderator der heute-show) die ganze Sendung lang über Skype zugeschaltet. Dadurch konnten die Zuschauer auch ihm Fragen stellen. Mit der letzten Ausgabe vom 24. April 2015 wurde das Format eingestellt.

## Produktion

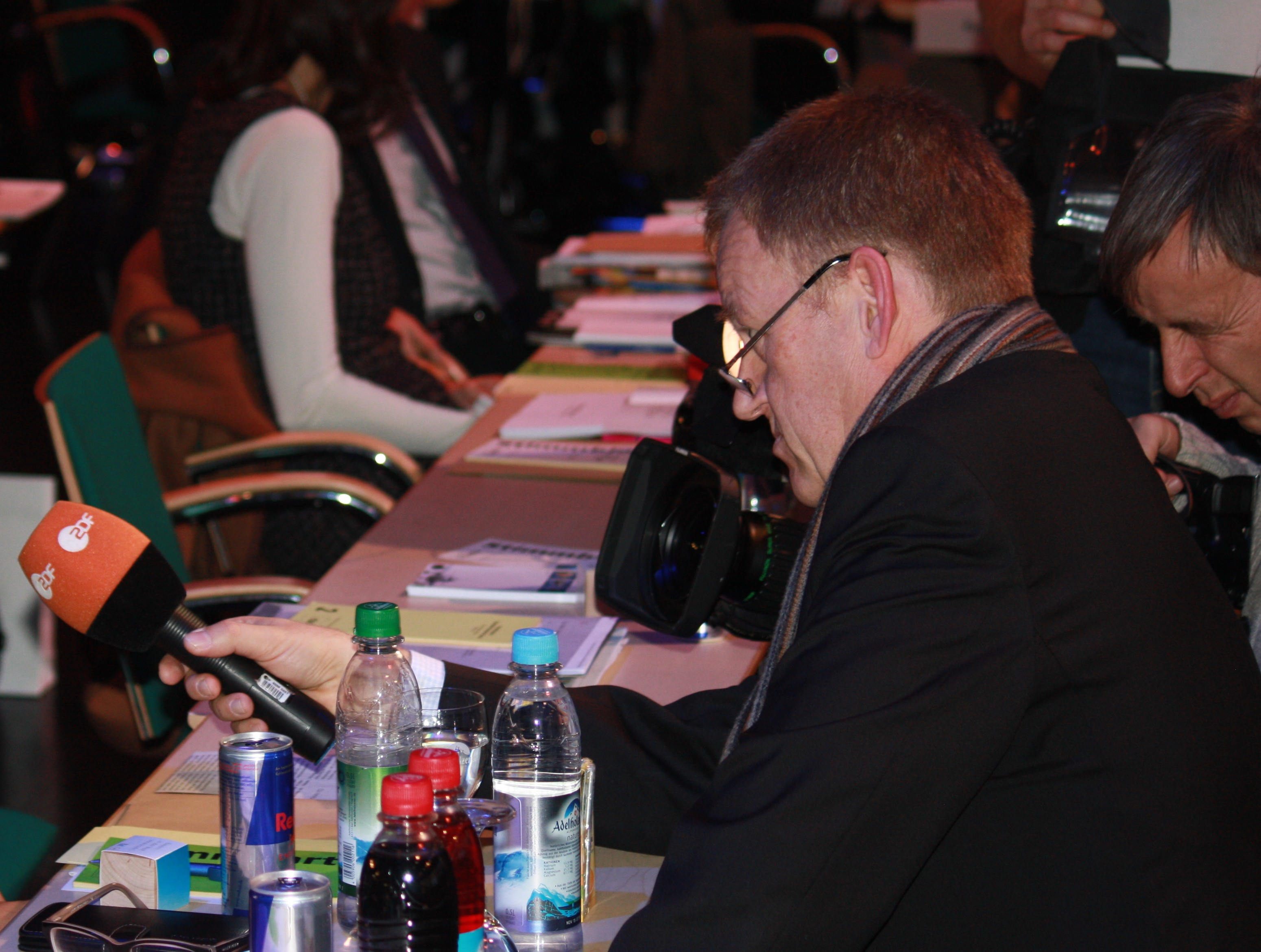
ZDF-Reporter beim Interview

Seit dem 25. Juni 2007 wird heute im Breitbildformat 16:9 ausgestrahlt.
Produziert wird die Sendung seit dem 17. Juli 2009 in einem modernen Nachrichtengebäude neben dem ZDF-Sendezentrum von einer etwa 100-köpfigen Redaktion, die in mehreren Schichten rund um die Uhr eingesetzt wird. Das Studio hat eine Größe von 700 m² und kostete (mitsamt der Errichtung des neuen Gebäudes) 30 Mio. Euro. Während Planung und Sendeablauf sowie Moderationen und Kurznachrichten in der Zentrale gestaltet werden, kommen die meisten Einspielfilme (Regellänge 1′10″ bis 1′40″) von den ZDF-Korrespondenten und Reportern aus dem In- und Ausland.
Seit dem 2. August 2015 werden alle Produktionen aus dem ZDF-Nachrichtenstudio in nativem HD ausgestrahlt.
Seit 2019 gibt es ein weiteres Studio, das N3, welches kleiner ist und sich im ehemaligen heute-Studio im ZDF-Sendezentrum befindet. Es dient in erster Linie als Ausweichstudio, wenn das Hauptstudio nicht zur Verfügung steht.
Ab dem 19. Juli 2021 wurden die heute-Ausgaben aus dem N2, dem Nebenstudio, gesendet, da das N1 wegen des neuen Designs umgebaut wurde. Das N2 ist etwa 300 m² groß und somit kleiner. Seit dem 11. März 2024 ist wieder das N1 auf Sendung, zunächst nur für die übrigen heute-Sendungen. Die 19-Uhr-Hauptausgabe sendet seit dem 8. April 2024 wieder aus dem N1. Auch diese Fläche ist seitdem kleiner. Ein Teil wurde abgetrennt für ein neues überwiegend automatisiertes Online-Nachrichtenstudio. Dieses ist seit dem 7. Juli 2025 auf Sendung.

## Erkennungsmelodie
Die Pieptöne zu Beginn der Sendung bedeuten seit 1985 das Wort „heute“ (···· · ··- – ·) im Morse-Alphabet; seit der Neugestaltung 1998 wurden sie in die neue Intro-Musik eingearbeitet, weshalb sie nicht mehr exakt „heute“ bedeuten.
Von 2001 bis zum Redesign und dem Umzug in das neue Nachrichtenstudio im Jahr 2009 wurde eine adaptierte Version des Musikstücks "Fanfare for the Champions" als Erkennungsmelodie verwendet.

## Ausgaben und Redakteure

### Derzeitige Ausgaben

#### Montag bis Freitag
Wird das wochentägliche gemeinsame Informationsprogramm von ARD und ZDF am Morgen vom ZDF produziert, so werden die ersten heute Xpress-Ausgaben halbstündlich zwischen 5:30 und 8:30 Uhr (innerhalb des ZDF-Morgenmagazins) gesendet. Dies erfolgt im wöchentlichen Wechsel zwischen ARD und ZDF.
Wenn das Vormittagsprogramm von der ARD produziert wird, sendet das ZDF um 9 Uhr die erste Nachrichtensendung des Tages, eine Ausgabe von heute Xpress.
Die nächste heute-Ausgabe mit einer Länge von 10 Minuten folgt um 12 Uhr. Bis zum Jahr 2009 wurde diese Sendung als heute mittag bezeichnet. Die Redakteure dieser Ausgabe übernehmen in der Regel auch die Moderation der Ausgabe um 17 Uhr.
Sofern das ZDF für die Produktion des Informatiomationsprgramms zuständig ist, läuft um 13 Uhr der Nachrichtenüberblick heute Xpress innerhalb des ZDF-Mittagsmagazins. Dies geschieht im wöchentlichen Wechsel mit der ARD.
Um 14 Uhr folgt heute – in Deutschland mit einer Länge von 15 Minuten, die verstärkt politisches, gesellschaftliches und kulturelles Geschehen in Deutschland beleuchtet.
Die nächste heute Xpress-Ausgabe folgt um 15 Uhr.
Um 16 Uhr wird bei heute – in Europa von europäischen Themen berichtet.
Um 17 Uhr folgt eine weitere zehnminütige heute-Ausgabe mit einer Schalte zur Börse Frankfurt.
Die heute-Hauptausgabe des Tages wird um 19 Uhr gesendet und beinhaltet neben aktuellen und ausführlichen Nachrichten auch Schaltungen zu Korrespondenten, Interviews, einen regelmäßigen Sportblock und eine Wettervorhersage mit einem ZDF-Meteorologen zum Ende der Sendung.
In der Regel um 21:45 Uhr wird das heute-journal mit einer Länge von 30 Minuten gesendet. Diese Magazin-Ausgabe beinhaltet neben Nachrichten-Schwerpunkten des Tages auch ausführlichere Berichterstattungen mit Analysen und Interviews, einen Nachrichtenblock mit Börsenschalte und Sportmeldungen sowie ebenfalls eine Wettervorhersage mit Meteorologen zum Ende der Sendung.
Zwischen 23:45 Uhr und 1 Uhr berichtet das heute journal up:date über die Themen des Tages. Dabei kommen Hintergrundberichte, Schaltgespräche und Interviews zum Einsatz.
Im Nachtprogramm wurden bis Ende 2011 zwischen 1:30 Uhr und 4 Uhr Kurzsendungen aus der heute-Redaktion ausgestrahlt. Die Nachtausgaben wurden ursprünglich von Redakteuren direkt von einem Schreibtisch aus dem Redaktionsbüro und ohne Einspielfilme vorgelesen. Später baute man eine kleine provisorische Bühne mitten ins Redaktionsbüro. In der letzten Zeit wurden die Sendungen aber aus dem regulären Nachrichtenstudio gesprochen, inklusive kurzer Einspielfilme und Wettervorhersage. Es kamen keine festen Moderatoren zum Einsatz, sondern ein anwesender Redakteur.
| Sendezeit                        | heute-Ausgabe                                | Länge   | reguläre Moderatoren | Vertretungs-Moderatoren |
| 05:30–08:30 Uhr halbstündlich    | heute Xpress (innerhalb des Morgenmagazins)  | 2–3 min | Karsten Pachollek (seit 2015), Pinar Tanrikolu (seit 2015), Jessica Zahedi (seit 2015), Maja Weber (seit 2016), Christopher Wehrmann (seit 2016), Sara Bildau (seit 2021), Antoine Kurschilgen (seit 2021), Moritz Neuß (seit 2022), Farah Schlink (seit 2022), Marc Burgemeister (seit 2023), Barbara Parente (seit 2025) | Kay-Sölve Richter (seit 2015), Carsten Rüger (seit 2015), Ralph Szepanski (seit 2015), Christina von Ungern-Sternberg (seit 2017)               |
| 09:00 Uhr                        | heute Xpress                                 | 5 min   | Karsten Pachollek (seit 2015), Pinar Tanrikolu (seit 2015), Jessica Zahedi (seit 2015), Maja Weber (seit 2016), Christopher Wehrmann (seit 2016), Sara Bildau (seit 2021), Antoine Kurschilgen (seit 2021), Moritz Neuß (seit 2022), Farah Schlink (seit 2022), Marc Burgemeister (seit 2023), Barbara Parente (seit 2025) | Kay-Sölve Richter (seit 2015), Carsten Rüger (seit 2015), Ralph Szepanski (seit 2015), Christina von Ungern-Sternberg (seit 2017)               |
| 12:00 Uhr                        | heute                                        | 10 min  | Carsten Rüger (seit 2005), Kay-Sölve Richter (seit 2011), Christina von Ungern-Sternberg (seit 2012), Gundula Gause (seit 2022) | Ralph Szepanski (seit 2003), Maja Weber (seit 2016), Christopher Wehrmann (seit 2016), Sara Bildau (seit 2022), Antoine Kurschilgen (seit 2025) |
| 13:00 Uhr                        | heute Xpress (innerhalb des Mittagsmagazins) | 2–3 min | siehe 05:30 Uhr | siehe 05:30 Uhr |
| 14:00 Uhr                        | heute – in Deutschland                       | 15 min  | Ralph Szepanski (seit 2002), Yve Fehring (seit 2012) | Kay-Sölve Richter (seit 2011), Carsten Rüger (seit 2011)                                                                                        |
| 15:00 Uhr                        | heute Xpress                                 | 5 min   | siehe 05:30 Uhr | siehe 05:30 Uhr |
| 16:00 Uhr                        | heute – in Europa                            | 10 min  | Andreas Klinner (2002–2005, seit 2007), Linda Kierstan (seit 2020), Sherif Rizkallah (seit 2025) | Antje Pieper (seit 2014) |
| 17:00 Uhr                        | heute                                        | 10 min  | siehe 12:00 Uhr | siehe 12:00 Uhr |
| 19:00 Uhr                        | heute                                        | 20 min  | Barbara Hahlweg (seit 2007), Jana Pareigis (seit 2021), Mitri Sirin (seit 2021) | |
| in der Regel um 21:45 Uhr        | Nachrichtenblock im heute-journal            | 30 min  | Heinz Wolf (seit 1997), Hanna Zimmermann (seit 2022) | Gundula Gause (seit 1993), Christopher Wehrmann (seit 2023)                                                                                     |
| zwischen 23:45 Uhr und 01:00 Uhr | heute journal up:date                        | 15 min  | Nazan Gökdemir (seit 2020), Gundula Gause (seit 2021), Christopher Wehrmann (seit 2021), Christoph Wiesel-Lancé (seit 2024) | Stefan Leifert (seit 2025) |

#### Samstag und Sonntag
Am Samstag wird die erste heute Xpress-Sendung um 08:40 Uhr gesendet, es folgen weitere Ausgaben um 10:25 Uhr, um 11:55 Uhr, um 15:10 Uhr und um 17:00 Uhr, anschließend die 19-Uhr-Hauptausgabe und das heute-journal (meistens um 22:45 Uhr mit nur 15 Min. Länge). Eine letzte Spätausgabe von heute Xpress wird in der Regel um 00:25 Uhr nach Das aktuelle Sportstudio gesendet.
Am Sonntag wird die erste heute Xpress-Ausgabe um 09:00 Uhr gesendet. Vormittags um 11:55 Uhr vor dem ZDF-Fernsehgarten und gegen 15:40 Uhr folgen weitere Ausgaben. Um 17:00 Uhr gibt es dann eine 15-minütige heute-Sendung. Seitdem die Sportstudio-Reportage umstrukturiert wurde und nicht mehr über aktuellen Sport berichtet, gibt es am Ende dieser Ausgabe einen Sportblock, der von einem Sportredakteur präsentiert wird. Die Länge der Hauptausgabe um 19:00 Uhr ist nur zehn Minuten lang. Es folgen das heute-journal um 21:45 Uhr und nach Mitternacht dann eine letzte Spätausgabe von heute Xpress.
- Moderatoren am Wochenende: Sara Bildau, Marc Burgemeister, Gundula Gause, Antoine Kurschilgen, Moritz Neuß, Karsten Pachollek, Barbara Parente, Kay-Sölve Richter, Carsten Rüger, Farah Schlink, Ralph Szepanski, Pinar Tanrikolu, Christina von Ungern-Sternberg, Maja Weber, Christopher Wehrmann, Philip Wortmann und Jessica Zahedi

#### Heute-Nachrichten auf anderen Sendern
Unregelmäßig über den Tag verteilt werden mehrere Ausgaben von heute Xpress auf dem Digitalsender ZDFinfo gezeigt. Dort wird um ca. 00:30 auch das heute-journal wiederholt. Seit dem Start des heute journal up:date im Herbst 2020 wird darauf in der Erstausstrahlung der Sendung im ZDF nicht mehr hingewiesen. Die Hauptausgabe der heute-Nachrichten um 19 Uhr wird zusätzlich auf 3sat ausgestrahlt. Dort erfolgt auch eine ausführlichere Wettervorhersage für Deutschland sowie die Schweiz und Österreich (die beiden letzteren wurden in den Anfangsjahren von Meteorologen aus dem Off verlesen). Das heute-journal wird von Montag bis Donnerstag zusätzlich auf dem Kanal Phoenix gesendet. Eine Besonderheit hierbei ist die Gebärdensprache, die am Bildschirm rechts eingeblendet wird.
Bemerkungen
- Seit dem 26. Mai 2009 gibt es im ZDF auch eine Satireshow mit dem Namen heute-show. Hier werden ausgesuchte Meldungen und Nachrichten auf humorvolle Weise verarbeitet und gezeigt.
- Offiziell beginnt heute – in Europa um 16:00 Uhr. Tatsächlich fängt die Sendung meist schon um 15:58 Uhr an.

### Derzeitige Redakteure
Übersicht aller derzeitigen Redakteure sortiert nach Einstiegsjahr:
| Moderator                      | Einstieg | Bemerkung                                 |
| ------------------------------ | -------- | ----------------------------------------- |
| Gundula Gause                  | 1993     | seit 1989 bereits als Sprecherin beim ZDF |
| Heinz Wolf                     | 1997     | seit 1990 bereits als Sprecher beim ZDF   |
| Barbara Hahlweg                | 1998     |                                           |
| Ralph Szepanski                | 2002     |                                           |
| Kay-Sölve Richter              | 2005     |                                           |
| Yve Fehring                    | 2005     |                                           |
| Carsten Rüger                  | 2005     |                                           |
| Andreas Klinner                | 2007     | auch bereits 2002–2005                    |
| Mitri Sirin                    | 2009     |                                           |
| Jessica Zahedi                 | 2011     |                                           |
| Christina von Ungern-Sternberg | 2012     |                                           |
| Antje Pieper                   | 2014     |                                           |
| Pinar Tanrikolu                | 2014     |                                           |
| Karsten Pachollek              | 2015     |                                           |
| Maja Weber                     | 2016     |                                           |
| Christopher Wehrmann           | 2016     |                                           |
| Lisa Mittrücker                | 2017     |                                           |
| Hanna Zimmermann               | 2018     |                                           |
| Nazan Gökdemir                 | 2020     |                                           |
| Linda Kierstan                 | 2020     |                                           |
| Jana Pareigis                  | 2021     |                                           |
| Sara Bildau                    | 2021     |                                           |
| Antoine Kurschilgen            | 2021     |                                           |
| Moritz Neuß                    | 2022     |                                           |
| Farah Schlink                  | 2022     |                                           |
| Philip Wortmann                | 2023     |                                           |
| Laura Barnick                  | 2023     |                                           |
| Marc Burgemeister              | 2023     |                                           |
| Christoph Wiesel-Lancé         | 2024     |                                           |
| Stefan Leifert                 | 2025     |                                           |
| Barbara Parente                | 2025     |                                           |
| Anne Arend                     | 2025     |                                           |
| Sherif Rizkallah               | 2025     |                                           |

### Eingestellte Ausgaben
Ab 2. Januar 1981 begann das gemeinsame Vormittagsprogramm von ARD und ZDF (Montag bis Freitag von 10:00 Uhr bis 13:15 Uhr). Neben der 10-Uhr-Ausgabe wurde zum Abschluss der gemeinsamen Ausstrahlung dann, im wöchentlichen Wechsel mit der Tagesschau, um 13 Uhr eine weitere heute-Sendung ins Programm genommen. Diese Ausgabe wurde ebenfalls wie die Hauptausgabe um 19 Uhr von einem Redakteur im Studio präsentiert, anders als in den übrigen Ausgaben, wo hauptsächlich Sprecher im Einsatz waren. Die 13-Uhr-Ausgabe war 15 Minuten lang und war die erste ausführliche Nachrichtensendung des Tages. Bis 1989 wurde sie werktäglich gesendet. Das ZDF-Mittagsmagazin löste ab 2. Oktober 1989 die 13-Uhr-Sendung ab.
Aus der Nachrichtenleiste „Aus den Ländern“, die zuvor innerhalb der Drehscheibe und ab 1982 in der tele-illustrierte lief, wurde ab 5. April 1983 heute aus den Ländern. In dieser werktäglichen heute-Ausgabe lag der Nachrichtenschwerpunkt überwiegend auf das politische Geschehen in den Bundesländern. Aber auch über wirtschaftliche oder kulturelle Themen wurde in komprimierter und kompakter Form, mit kurzen Einspielfilmen, von einem Redakteur im Studio berichtet. Die etwa 10-Minütige Ausgabe lief bis 1991 immer direkt nach der 17-Uhr-heute-Sendung, später dann wieder innerhalb der ZDF-Vorabendmagazine länderjournal und ZDF-abendmagazin. Am 15. Juni 1997 lief die letzte Sendung.
Vom 12. April 1999 bis zum 13. August 2010 wurde um 15 Uhr die heute – Sport gesendet. Neben einem kleinen Nachrichtenüberblick bildeten aktuelle Sportnachrichten den Schwerpunkt dieser Ausgabe. Vor 1999 wurde der Sportblock um 16 Uhr in der heute-Sendung mit verlesen. Seit dem 16. August 2010 beträgt die Sendezeit der 15-Uhr-Ausgabe zu Gunsten der neuen Kochsendung Topfgeldjäger nur noch fünf Minuten. Der Sportblock mit dem Sportredakteur wurde zunächst in die mittägliche Sendung drehscheibe Deutschland verschoben, seit Januar 2012 gibt es die Sportnachrichten nun regelmäßig in der 19-Uhr-Hauptausgabe.
Von Ende 1998 bis zum 30. Dezember 2011 wurde um 17 Uhr die heute – Wetter gesendet. Die Besonderheit dieser Ausgabe war ein in die Sendung integrierter ausführlicher Wetterbericht mit einem Meteorologen aus der ZDF-Wetterredaktion zum Ende der Sendung. Neben den bekannten ZDF-Meteorologen wie Inge Niedek oder Gunther Tiersch moderierten die Vorhersage auch Gesichter, welche sonst nicht am Abend nach der 19-Uhr-heute-Ausgabe auftraten, wie beispielsweise Tarik El-Kabbani. Im Zuge der Umstrukturierungen zum Jahr 2012 wurde die 17-Uhr-Ausgabe um fünf Minuten gekürzt, wodurch der Wetterbericht mit dem Meteorologen gestrichen wurde.
| heute-Ausgabe         | von  | bis  | Sendezeit                                                                                                | Schwerpunkt | Dauer      |
| --------------------- | ---- | ---- | --- | --- | ---------- |
| heute                 | 1981 | 1989 | 13:00 Uhr                                                                                                | erste ausführliche Ausgabe mit den Nachrichten des Tages, gesprochen von einem Redakteur im Studio (im wöchentlichen Wechsel mit der ARD-Tagesschau)             | 15 Minuten |
| heute aus den Ländern | 1983 | 1997 | gegen 17:08 Uhr (1988–1989: 17:03 Uhr) bis 1991, danach innerhalb des länderjournal und ZDF-abendmagazin | Politik, Wirtschaft und Kultur aus den Bundesländern | 10 Minuten |
| heute mittag          | 1998 | 2009 | 12:00 Uhr                                                                                                | erste ausführliche Ausgabe mit den Nachrichten des Tages und einer Liveschaltung zum Frankfurter Börsenparkett (im wöchentlichen Wechsel mit der ARD-Tagesschau) | 15 Minuten |
| heute – Sport         | 1999 | 2010 | 15:00 Uhr                                                                                                | Sportnachrichten mit einem Sportredakteur | 10 Minuten |
| heute – Wetter        | 1998 | 2011 | 17:00 Uhr                                                                                                | ausführlicher Wetterbericht mit Meteorologen am Ende der Sendung                                                                                                 | 15 Minuten |
| heute nacht           | 1994 | 2015 | zwischen 23:45 Uhr und 01:00 Uhr                                                                         | letzte ausführliche Ausgabe mit den Nachrichten des Tages und Hintergrundinformationen                                                                           | 15 Minuten |
| heute+                | 2015 | 2020 | zwischen 23:45 Uhr und 01:00 Uhr                                                                         | letzte ausführliche Ausgabe mit Hintergrundinformationen und online-exklusiven Livestreams vor der Sendung, die sich einem Schwerpunktthema widmeten             | 15 Minuten |

### Ehemalige Redakteure

#### Ehemalige Studioredakteure der 19-Uhr-Sendung (Hauptausgabe)
| Studioredakteur                     | Einstieg | Ausstieg |
| ----------------------------------- | -------- | -------- |
| Carl Weiss †                        | 1963     | 1963     |
| Erich Helmensdorfer †               | 1963     | 1967     |
| Volker von Hagen                    | 1963     | 1966     |
| Rudolf Radke †                      | 1963     | 1971     |
| Ferdinand Ranft †                   | 1963     | 1963     |
| Martin Dürbaum                      | 1964     | 1967     |
| Werner Stratenschulte               | 1966     | 1968     |
| Gustav Trampe †                     | 1967     | 1968     |
| Fritz Schenk †                      | 1967     | 1968     |
| Karl Heinz Schwab                   | 1968     | 1971     |
| Hanns Joachim Friedrichs †          | 1969     | 1973     |
| Karl Günther Renz                   | 1969     | 1973     |
| Karlheinz Rudolph †                 | 1971     | 1977     |
| Horst Schättle †                    | 1972     | 1977     |
| Otto Diepholz                       | 1973     | 1991     |
| Claus Seibel †                      | 1973     | 2003     |
| Dieter Zimmer †                     | 1973     | 1977     |
| Günther von Lojewski †              | 1974     | 1974     |
| Karl-Heinz Wilsing                  | 1974     | 1974     |
| Ekkehard Gahntz †                   | 1975     | 1978     |
| Klaus-Henning Arfert                | 1978     | 1980     |
| Ulrike von Möllendorff †            | 1978     | 1990     |
| Rut Speer † (ab 1985: von Wuthenau) | 1978     | 1987     |
| Hans-Rainer Uebel                   | 1980     | 1984     |
| Axel Rückert                        | 1981     | 1982     |
| Volker Jelaffke                     | 1984     | 1990     |
| Brigitte Bastgen                    | 1990     | 1998     |
| Klaus Walther                       | 1991     | 1991     |
| Peter Hahne                         | 1991     | 1999     |
| Katrin Müller                       | 1993     | 1998     |
| Petra Gerster                       | 1998     | 2021     |
| Klaus-Peter Siegloch                | 1999     | 2002     |
| Caroline Hamann                     | 2002     | 2006     |
| Steffen Seibert                     | 2003     | 2010     |
| Ralph Szepanski                     | 2009     | 2009     |
| Matthias Fornoff                    | 2010     | 2014     |
| Carsten Rüger                       | 2014     | 2014     |
| Christian Sievers                   | 2014     | 2021     |

#### Ehemalige Redakteure/Moderatoren weiterer heute-Ausgaben
| Redakteur/Moderator    | Einstieg | Ausstieg | heute-Ausgabe |
| ---------------------- | -------- | -------- | --- |
| Anja Charlet           | 1995     | 2013     | (1995–2001; Nachrichtenblock im heute-journal), (2001–2003; heute nacht), (2003–2013; heute mittag/heute-Nachrichten im ZDF-Mittagsmagazin), (2007–2011; heute – in Deutschland), (2007–2013, bis 2011 vertretungsweise; 12-/15-/16-/17-Uhr-Ausgabe) |
| Peter Hahne            | 1998     | 1998     | 15-/16-/17-Uhr-Ausgabe |
| Katrin Müller          | 1998     | 1998     | 15-/16-/17-Uhr-Ausgabe |
| Claus Seibel †         | 1998     | 2005     | 15-/16-/17-Uhr-Ausgabe (2000–2002; heute mittag/heute-Nachrichten im ZDF-Mittagsmagazin) |
| Christian Sievers      | 1998     | 2000     | heute mittag/heute-Nachrichten im ZDF-Mittagsmagazin, 15-/16-/17-Uhr-Ausgabe |
| Brigitte Bastgen       | 1998     | 2020     | heute mittag/heute-Nachrichten im ZDF-Mittagsmagazin, 12-/15-/16-/17-Uhr-Ausgabe |
| Harald Hamm            | 1999     | 2000     | heute mittag/heute-Nachrichten im ZDF-Mittagsmagazin (2000; 15-/16-/17-Uhr-Ausgabe) |
| Kristina Hansen        | 1999     | 2000     | heute – in Europa |
| Peter Kunz             | 1999     | 2000     | heute – in Europa |
| Carsten Thurau         | 1999     | 2001     | heute – in Europa |
| Henner Hebestreit      | 1999     | 2007     | heute – in Deutschland, 15-/16-/17-Uhr-Ausgabe (1999–2003; heute mittag/heute-Nachrichten im ZDF-Mittagsmagazin) |
| Cathleen Themel        | 2000     | 2001     | heute-Nachrichten im ZDF-Morgenmagazin/Vormittagsausgaben |
| Dagmar Henning         | 2000     | 2000     | heute – in Deutschland |
| Thomas Kausch          | 2000     | 2004     | heute – in Deutschland, heute nacht |
| Claudia Krüger         | 2000     | 2000     | Nachtausgaben |
| Stephan Kulle          | 2000     | 2003     | heute-Nachrichten im ZDF-Morgenmagazin/Vormittagsausgaben |
| Claudia Rüggeberg      | 2000     | 2003     | heute mittag/heute-Nachrichten im ZDF-Mittagsmagazin, 15-/16-/17-Uhr-Ausgabe (2001–2003; heute – in Deutschland) |
| Martin Leutke          | 2000     | 2009     | heute-Nachrichten im ZDF-Morgenmagazin/Vormittagsausgaben |
| Valerie Haller         | 2000     | 2014     | heute mittag/heute-Nachrichten im ZDF-Mittagsmagazin, 12-/15-/16-/17-Uhr-Ausgabe (2011; heute – in Deutschland) |
| Caroline Hamann        | 2001     | 2005     | heute – in Deutschland (2001–2003, 2005; 15-/16-/17-Uhr-Ausgabe), (2001–2002; heute mittag/heute-Nachrichten im ZDF-Mittagsmagazin), (2001–2002; Nachrichtenblock im heute-journal)                                                                  |
| Hülya Özkan            | 2001     | 2012     | heute – in Europa |
| Eva Schmidt            | 2002     | 2003     | heute-Nachrichten im ZDF-Morgenmagazin/Vormittagsausgaben |
| Susana Santina         | 2002     | 2010     | (2002–2003; Nachtausgaben), (2004–2010; heute-Nachrichten im ZDF-Morgenmagazin/Vormittagsausgaben) |
| Yvonne Ransbach        | 2003     | 2004     | heute-Nachrichten im ZDF-Morgenmagazin/Vormittagsausgaben |
| Constanze Polaschek    | 2003     | 2009     | Nachtausgaben |
| Andreas Wunn           | 2005     | 2007     | heute – in Europa |
| Annika de Buhr         | 2005     | 2009     | heute nacht, heute mittag/heute-Nachrichten im ZDF-Mittagsmagazin |
| Normen Odenthal        | 2005     | 2016     | heute mittag/heute-Nachrichten im ZDF-Mittagsmagazin, 12-/15-/16-/17-Uhr-Ausgabe, Spätausgaben (2005–2015; heute nacht), (2013–2016 vertretungsweise: heute – in Deutschland), (2015–2016; heute Xpress)                                             |
| Andrea Gries           | 2006     | 2016     | heute – in Europa |
| Dunja Hayali           | 2007     | 2010     | heute – in Deutschland, Nachrichtenblock im heute-journal (2008–2010 vertretungsweise: 15-/16-/17-Uhr-Ausgabe) |
| Ina Bergmann           | 2007     | 2013     | heute mittag/heute-Nachrichten im ZDF-Mittagsmagazin, 12-/15-/16-/17-Uhr-Ausgabe (2007–2011; heute – in Deutschland), (2011–2013; heute nacht) |
| Franziska Fischer      | 2009     | 2016     | heute mittag/heute-Nachrichten im ZDF-Mittagsmagazin, 12-/15-/16-/17-Uhr-Ausgabe (2010–2016; heute – in Deutschland), (2015–2016; heute Xpress) |
| Yasmin Parvis          | 2009     | 2016     | Spätausgaben, (2015–2016; heute Xpress) |
| Jasmin Hekmati         | 2009     | 2020     | heute – in Europa |
| Eric Marr              | 2011     | 2022     | heute-Nachrichten im ZDF-Morgenmagazin/9-Uhr-Ausgabe, Spätausgaben, (2015–2022; heute Xpress) |
| Julia Theres Held      | 2012     | 2021     | heute – in Europa |
| Natalie Steger         | 2013     | 2014     | heute – in Europa |
| Tim Niedernolte        | 2014     | 2014     | heute-Nachrichten im ZDF-Morgenmagazin/9-Uhr-Ausgabe, Spätausgaben |
| Catherine Vogel        | 2014     | 2015     | heute nacht, heute-Nachrichten im ZDF-Mittagsmagazin, 12-/15-/17-Uhr-Ausgabe, Spätausgaben |
| Eva-Maria Lemke        | 2015     | 2018     | heute+ (2016 vertretungsweise: heute Xpress) |
| Daniel Bröckerhoff     | 2015     | 2020     | heute+ |
| Aline Abboud           | 2016     | 2021     | heute Xpress |
| Anna Schilling         | 2020     | 2021     | heute – in Europa |
| Miriam Steimer         | 2020     | 2022     | heute – in Europa |
| Wulf Schmiese          | 2020     | 2024     | heute journal up:date |
| Anna-Maria Schuck      | 2021     | 2021     | heute journal up:date |
| Britta Jäger           | 2021     | 2023     | heute – in Europa |
| Sandra Maria Gronewald | 2023     | 2024     | heute journal up:date |
| Bobby Cherian          | 2024     | 2025     | heute – in Europa |

Anmerkung
Bis Ende 2011 moderierte in den ZDF-Sendewochen werktags ein Redakteur heute mittag um 12 Uhr, und ein anderer Redakteur präsentierte die Ausgaben um 15, 16 und 17 Uhr. Seit dem Jahr 2012 übernimmt nur noch ein Redakteur die Moderation der Ausgaben zwischen 12 und 17 Uhr und der Nachrichtenblock in der 16-Uhr-Ausgabe heute – in Europa entfällt seitdem.

#### Ehemalige Redakteure im Studio der 13-Uhr-Sendung (2. Januar 1981 – 30. September 1989)
| Redakteur im Studio                          | Einstieg | Ausstieg |
| -------------------------------------------- | -------- | -------- |
| Christina Ellgaard (ab 1983; Grothe-Wessler) | 1981     | 1989     |
| Volker Jelaffke                              | 1981     | 1984     |
| Gabriele von Ketelhodt-Kraiker               | 1981     | 1983     |
| Selina Riefenstahl                           | 1981     | 1989     |
| Axel Rückert                                 | 1981     | 1987     |
| Reinhold Ruhe                                | 1981     | 1985     |
| Peter Schieffer                              | 1983     | 1985     |
| Peter Zwick                                  | 1984     | 1984     |
| Christian Sier                               | 1985     | 1989     |
| Susanne Conrad                               | 1986     | 1989     |
| Karlo Malmedie                               | 1989     | 1989     |

#### Ehemalige Redakteure im Studio „heute aus den Ländern“ (5. April 1983 – 15. Juni 1997)
| Redakteur im Studio                    | Einstieg | Ausstieg |
| -------------------------------------- | -------- | -------- |
| Ingolf Falkenstein                     | 1983     | 1984     |
| Walter Mischo                          | 1983     | 1992     |
| Claudia Pörings (1985–1989; Brackmann) | 1983     | 1995     |
| Susanne Rieschel-Kaiser                | 1983     | 1991     |
| Heide Spiegel                          | 1983     | 1984     |
| Veronika Neukum                        | 1985     | 1987     |
| Beate Rudolph-Schroers                 | 1985     | 1991     |
| Gilbert Mügge                          | 1988     | 1991     |
| Thomas Schreiner                       | 1988     | 1989     |
| Simone Standl                          | 1989     | 1992     |
| Liesel Meyer-Hermann                   | 1992     | 1994     |
| Hülya Özkan-Bellut                     | 1992     | 1995     |
| Heinz Wolf                             | 1993     | 1994     |
| Petra Neubauer                         | 1994     | 1995     |
| Brigitte Bastgen                       | 1996     | 1997     |
| Peter Hahne                            | 1996     | 1997     |
| Katrin Müller                          | 1996     | 1997     |
| Claus Seibel †                         | 1996     | 1997     |

## Sprecher
| Sprecher                               | Einstieg  | Ausstieg  | On (bis 2003)/Off     |
| -------------------------------------- | --------- | --------- | --------------------- |
| Jürgen Gewald                          | 1963      |           | On                    |
| Wolfgang Behrendt †                    | 1963      | 1983      | On/Off                |
| Heinz Wrobel †                         | 1963 1975 | 1972 1992 | On (später auch Off)  |
| Jochen Breiter †                       | 1963      | 1973      | On                    |
| Wim Thoelke †                          | 1963      | 1963      | On                    |
| Siegfried Andrich                      | 1963      | 1994      | Off (später auch On)  |
| Theo Hoefer                            | 1963      | 1986      | Off                   |
| Gerhard Klarner †                      | 1963      | 1989      | Off (ab 1973 auch On) |
| Karl-Heinz Merz                        | 1968      | 1970      | Off                   |
| Karl-Friedrich Liebau                  | 1969      | 1970      | Off                   |
| Claus Seibel †                         | 1970      | 1973      | On                    |
| Werner Schmidt                         | 1970      | 1974      | On                    |
| Wibke Bruhns †                         | 1971      | 1972      | On                    |
| Hubertus Petroll †                     | 1983      | 2000      | On/Off                |
| Bodo G. Toussaint                      | 1985      | 2002      | On/Off                |
| Hans-Jürgen Jensen                     | 1986      | 1991      | On/Off                |
| Mady Riehl, (ab 1989; Riehl-Schedlich) | 1986      | 1991      | On/Off                |
| Gundula Gause                          | 1989      | 1993      | On/Off                |
| Claudio Surland                        | 1989      | 2002      | On/Off                |
| Elmar Bartel                           | 1989      | 2020      | On/Off                |
| Cordula Senfft                         | 1990      | 1997      | On/Off                |
| Heinz Wolf                             | 1990      | 2000      | On/Off                |
| Ines Bleisch                           | 1992      | 1998      | On/Off                |
| André Schmidt                          | 1992      | 1993      | On/Off                |
| Angelika Wende                         | 1995      | 1997      | On/Off                |
| Britta Sander                          | 1997      | 1997      | On/Off                |
| Christian Sievers                      | 1997      | 1997      | On/Off                |

## Meteorologen

### Derzeitige Meteorologen On und Off
| Meteorologe     | Einstieg | On/Off | Wetterausgabe regelmäßig                       | Wetterausgabe vertretungsweise |
| --------------- | -------- | ------ | ---------------------------------------------- | ------------------------------ |
| Katja Horneffer | 1993     | On     | ZDF-Mittagsmagazin, 19:00 heute, heute-journal | ZDF-Morgenmagazin              |
| Özden Terli     | 2013     | On     | ZDF-Mittagsmagazin, 19:00 heute, heute-journal |                                |
| Christa Orben   | 2015     | On     | ZDF-Mittagsmagazin, 19:00 heute, heute-journal |                                |
| Benjamin Stöwe  | 2015     | On     | ZDF-Morgenmagazin, ZDF-Mittagsmagazin          |                                |
| Leonie Imhäuser | 2020     | On     | ZDF-Mittagsmagazin, 19:00 heute, heute-journal |                                |
| Leonhard Adams  | 1989     | Off    | 1989–1996 auch On                              |                                |
| Dieter Bayer    | 1992     | Off    | 1992–2005 auch On                              |                                |
| Klaus Lessmann  | 1993     | Off    |                                                |                                |
| Berit Bogs      | 1996     | Off    |                                                |                                |
| Wolfgang Hönig  | 2007     | Off    |                                                |                                |

### Ehemalige Meteorologen On und Off
| Meteorologe          | Einstieg  | Ausstieg  | ON/Off            |
| -------------------- | --------- | --------- | ----------------- |
| Erwin Brandtner      | 1963      | 1978      |                   |
| Albert Cappel †      | 1963 1981 | 1977 1988 |                   |
| Kurt Cunze           | 1963      | 1988      |                   |
| Hans Haarländer      | 1963 1978 | 1976 1988 |                   |
| Martin Teich †       | 1963      | 1984      |                   |
| Karla Wege †         | 1968      | 1993      | 1995–1997 nur Off |
| Wolfgang Thüne       | 1971      | 1986      |                   |
| Ulrich Franz         | 1974      | 1997      | 1997 nur Off      |
| Wolfgang Terpitz     | 1975      | 1988      |                   |
| Uwe Wesp             | 1975      | 2007      | On                |
| Dieter Walch         | 1981 1997 | 1993 2008 |                   |
| Ute Kümmel           | 1986      | 1987      |                   |
| Karl-Heinz Oberthier | 1986      | 1993      |                   |
| Gunther Tiersch      | 1986      | 2020      | On                |
| Inge Niedek          | 1988      | 2015      | On                |
| Anja Awolin          | 1991      | 1995      | 1995 nur Off      |
| Hans-Reiner Beckert  | 1992      | 1992      | Off               |
| Sabine Dutz          | 1992      | 1993      |                   |
| Jürgen Reinecke      | 1992      | 1996      | 1992–1993 nur Off |
| Lars Fiedler         | 1996      | 1997      | Off               |
| Susanne Sanchez      | 1996      | 1998      | 1996 nur Off      |
| Stefan Bender        | 1997      | 2000      | Off               |
| Alexander Lehmann    | 1999      | 2000      | Off               |
| Ben Wettervogel †    | 2005      | 2014      | On                |
| Tarik El-Kabbani     | 2008      | 2013      | On                |
| Elham Emami          | 2008      | 2010      | On                |
| Melanie Hoffmann     | 2010      | 2017      | On                |
| Sanaz Saleh-Ebrahimi | 2011      | 2012      |                   |

## Sportredakteure

### Derzeitige Sportredakteure
| Sportredakteur      | Einstieg | heute-Ausgabe |
| ------------------- | -------- | --- |
| Thomas Skulski      | 1992     | ZDF-Morgenmagazin (1992–2020), ZDF-Mittagsmagazin (seit 2018)                                                                                                 |
| Kristin Otto        | 1995     | ZDF-Mittagsmagazin, 19:00 heute, sport am sonntag (1995–2000), 17:00 heute am Sonntag (seit 2024)                                                             |
| Rudi Cerne          | 1996     | ZDF-Mittagsmagazin (2005–2007, seit 2009), 19:00 heute, 17:00 heute am Sonntag (seit 2024)                                                                    |
| Sven Voss           | 2007     | ZDF-Mittagsmagazin, 19:00 heute, 17:00 heute am Sonntag (seit 2024)                                                                                           |
| Katja Streso        | 2010     | heute nacht (2010–2014, nur bei besonderen Sportveranstaltungen), ZDF-Mittagsmagazin (seit 2014), 19:00 heute (seit 2015), 17:00 heute am Sonntag (seit 2024) |
| Florian Zschiedrich | 2015     | ZDF-Morgenmagazin, ZDF-Mittagsmagazin (seit 2018), 17:00 heute am Sonntag, 19:00 heute (seit 2025)                                                            |
| Lena Kesting        | 2020     | ZDF-Morgenmagazin |
| Amelie Stiefvatter  | 2022     | ZDF-Morgenmagazin |
| Lili Engels         | 2024     | ZDF-Mittagsmagazin |

### Ehemalige Sportredakteure
| Sportredakteur           | Einstieg  | Ausstieg  | heute-Ausgabe |
| ------------------------ | --------- | --------- | --- |
| Klaus Angermann          | 1978      | 1987      | sport am sonntag |
| Arnim Basche †           | 1978      | 1990      | sport am sonntag |
| Jochen Bouhs             | 1978      | 1985      | sport am sonntag |
| Eberhard Figgemeier †    | 1978      | 1982      | sport am sonntag |
| Rolf Kramer              | 1978 1985 | 1982 1986 | sport am sonntag |
| Magdalena Müller †       | 1978      | 1995      | sport am sonntag, ZDF-Mittagsmagazin (1989–1995), 19:00 heute (1992–1995)                                                |
| Volker Tietze            | 1978 1985 | 1983 1986 | sport am sonntag |
| Oskar Wark †             | 1978      | 1978      | sport am sonntag |
| Norman Weiß              | 1978      | 1983      | sport am sonntag |
| Hans Henn                | 1979      | 1982      | sport am sonntag |
| Sissy de Mas             | 1979      | 2004      | sport am sonntag (1979–2000), ZDF-Mittagsmagazin (1992–2004), 19:00 heute (1992–2004)                                    |
| Herrmann Ohletz          | 1979 1985 | 1983 1986 | sport am sonntag |
| Werner Humpert           | 1982      | 1982      | sport am sonntag |
| Harald Clausen           | 1983      | 1984      | sport am sonntag |
| Dagmar Höferova          | 1983      | 1983      | sport am sonntag |
| Peter Kaadtmann          | 1983      | 1984      | sport am sonntag |
| Christa Gierke           | 1984      | 2006      | sport am sonntag, 19:00 heute (1992–2006)                                                                                |
| Günter-Peter Ploog †     | 1985      | 1991      | sport am sonntag (1985–1989), ZDF-Mittagsmagazin (1990–1991)                                                             |
| Doris Papperitz          | 1986      | 1991      | sport am sonntag |
| Thomas Wark              | 1987      | 1990      | sport am sonntag |
| Wolf-Dieter Poschmann †  | 1987      | 2016      | 19:00 heute, sport am sonntag (1987–2000), ZDF-Mittagsmagazin (1991–1995, 2005–2007, 2009–2016)                          |
| Norbert König            | 1987      | 2025      | ZDF-Mittagsmagazin (1989–1990, 1995–2024), 19:00 heute, sport am sonntag (1987–2000), 17:00 heute am Sonntag (2024–2025) |
| Brigitte Bastgen         | 1988      | 1989      | sport am sonntag |
| Dieter Kürten            | 1990      | 1990      | sport am sonntag |
| Michael Antwerpes        | 1992      | 1998      | sport am sonntag, ZDF-Morgenmagazin (1992–1996), ZDF-Mittagsmagazin (1996–1998)                                          |
| Sabine Köhne             | 1994      | 1996      | sport am sonntag, 19:00 heute, ZDF-Mittagsmagazin                                                                        |
| Alexandra Muz            | 2000      | 2003      | ZDF-Mittagsmagazin, 19:00 heute                                                                                          |
| Jana Thiel †             | 2000      | 2016      | ZDF-Morgenmagazin (2000–2004); ZDF-Mittagsmagazin (2004–2016), 19:00 heute (2003–2016)                                   |
| Jessy Wellmer            | 2009      | 2014      | ZDF-Morgenmagazin |
| Katrin Müller-Hohenstein | 2011      | 2011      | 19:00 heute |
| Alexander Ruda           | 2011      | 2019      | ZDF-Mittagsmagazin (2011), 19:00 heute                                                                                   |
| Annika Zimmermann        | 2014      | 2021      | ZDF-Morgenmagazin, ZDF-Mittagsmagazin (2018–2021)                                                                        |
| Norbert Lehmann          | 2018      | 2025      | 19:00 heute, 17:00 heute am Sonntag (2024–2025)                                                                          |